# Hellfest
Vous lisez un « bon article » labellisé en 2014.
Le Hellfest, également appelé Hellfest Open Air, est un festival de musique français spécialisé dans les musiques extrêmes, annuellement organisé au mois de juin à Clisson en Loire-Atlantique. Sa forte fréquentation le fait figurer parmi les plus importants festivals de musique français. Il est aussi l'un des plus grands festivals de metal en Europe et le premier en France.
Il trouve son origine dans un autre festival musical, le Furyfest, qui se tenait de 2002 à 2005 dans différents lieux de la région des Pays de la Loire ; le Hellfest en prend la suite en 2006 puis connaît, en quelques années, une hausse continue de sa fréquentation, passant de 22 000 pour la première édition à 152 000 entrées payantes en 2015. En 2022, avec plus de 420 000 entrées payantes, il est le plus grand festival de France.
Sa programmation est avant tout centrée sur le hard rock, le heavy metal et le metal alternatif pour les deux scènes principales, tandis que chacune des quatre autres scènes du festival est consacrée à un style plus particulier comme le black metal, le death metal, le punk hardcore, le doom metal ou le stoner rock, s'assurant ainsi la présence de groupes et d'artistes internationaux de renom comme Metallica, Scorpions, Iron Maiden, Deep Purple, ZZ Top, Motörhead, Aerosmith, Lynyrd Skynyrd, Kiss, Guns N' Roses, Black Sabbath, Linkin Park, Alice Cooper, Korn, Slipknot, etc., tout autant que celle de groupes plus spécialisés dans leur genre : Slayer, Megadeth, Sepultura, Cannibal Corpse, Anthrax, etc.

## Histoire

### Lancements et débuts
Une première association est créée en 2000 à Clisson sous le nom de « CLS CREW » dans le but d'organiser des concerts de hardcore et de punk dans la région de Nantes, ce qui permet de programmer des groupes comme Arkangel ou Poison the Well. Le succès rencontré par ces concerts permet de lancer un premier festival en juin 2002. Celui-ci prend le nom de Furyfest et réunit 400 personnes devant huit groupes dont Agnostic Front, à Clisson, dans une salle du complexe sportif du Val-de-Moine,.
Le festival est relancé les années suivantes. Celui-ci attire 7 000 personnes pour une trentaine de groupes dont Sick of It All et Youth of Today en 2003. Le format passe à deux jours et, faute de disponibilité de salle à Clisson, la Halle de la Trocardière (Rezé) héberge cette seconde édition. Le fonctionnement du festival est lui aussi revu : l'association « MAN.IN.FEST » est créée pour se charger de l'organisation de celui-ci, l'édition 2003 ayant dégagé 30 000 € de bénéfice, Benjamin Barbaud, un des fondateurs, devient salarié de la structure. En 2004, le festival déménage au Mans et se tient dans les halles du circuit des 24 Heures où il attire 21 000 spectateurs pour plus de 70 groupes dont Slipknot et Soulfly,.
Après un déficit en 2004, l'édition 2005 héritant du passif, l'équipe organisatrice se décide à léguer les droits du festival à d'autres promoteurs et à se limiter à l'organisation. Cette fois-ci 30 000 entrées sont enregistrées au Mans, en trois jours, pour assister sur trois scènes aux concerts de plus de 90 groupes dont Slayer, Motörhead et Anthrax, mais les problèmes financiers s'aggravent avec la disparition des promoteurs partis avec 600 000 € de recette, ce qui signe la fin de ce festival,.

### Création et essor

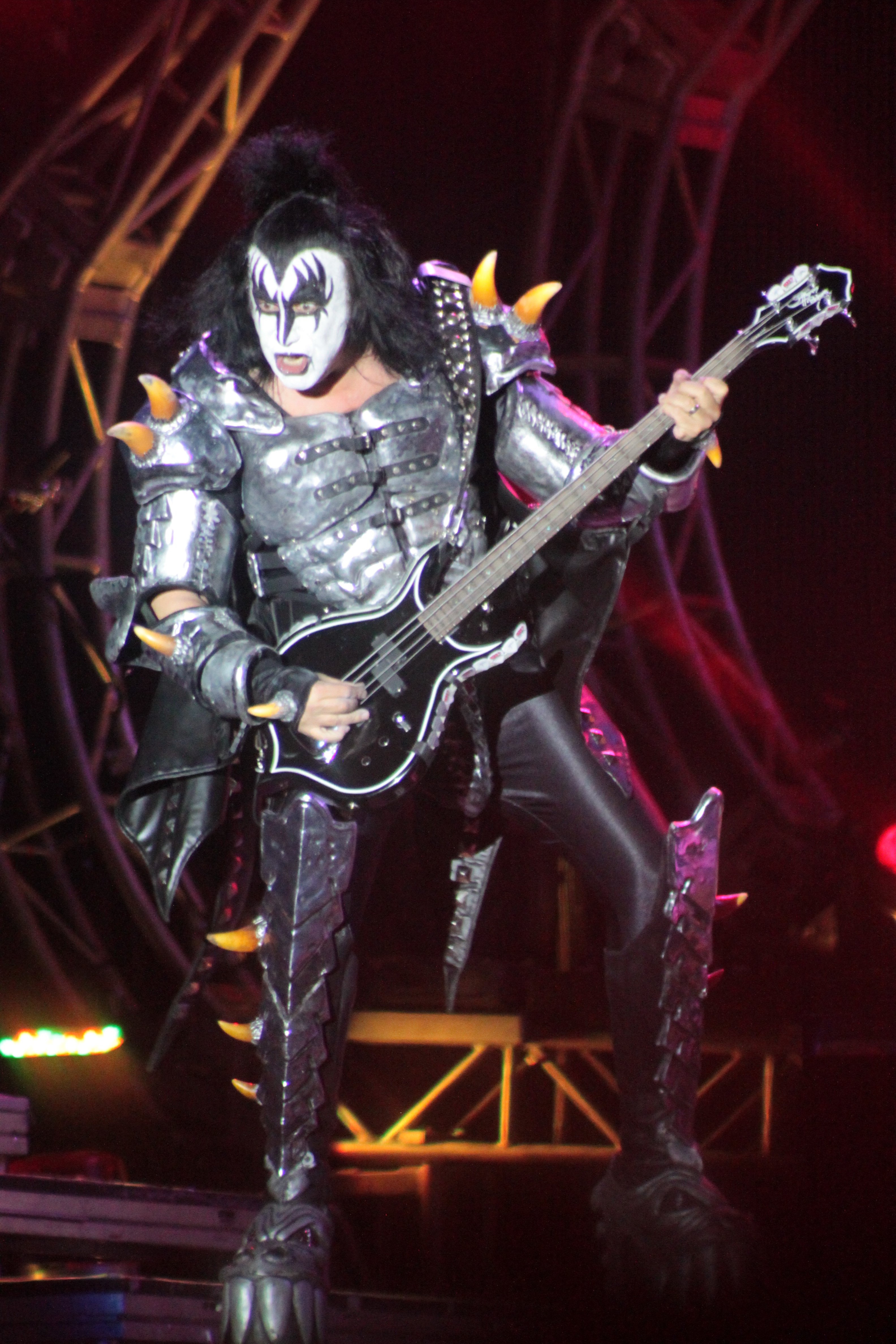
Gene Simmons (Kiss), en 2013.

Un nouveau projet de festival est relancé par deux anciens salariés du Furyfest, Benjamin Barbaud et Yoann Le Nevé. Ceux-ci proposent aux élus de Clisson de créer un « petit festival dans l'esprit des Vieilles Charrues », mais sans parler de hard rock, de peur de ne pas être suivis par la municipalité. L'événement prend le nom de Hellfest, et se tient pour la première fois en plein air, accueillant 22 000 personnes en trois jours en juin 2006, venues assister aux concerts de 72 groupes dont Motörhead, Apocalyptica et Dead Kennedys. Cette première édition est déficitaire de 200 000 €, ce qui n'empêche pas la tenue d'une nouvelle édition l'année suivante,.
En l'espace de trois ans, le nouveau festival se hisse à la plus haute place des festivals régionaux, puis nationaux. Si l'édition 2007 doit faire des économies à la suite du déficit de la première édition, et subir des conditions climatiques difficiles, 40 000 entrées sont enregistrées, avec une programmation de 84 groupes incluant Slayer ou Megadeth. L'année suivante la structure se renforce avec l'embauche de quatre permanents, et le choix d'un nouveau site permet de porter la fréquentation à 45 000 personnes pour l'édition 2008. Dans le même temps les relations avec les collectivités locales s'améliorent, ce qui permet au festival de signer des conventions de partenariats pluriannuels avec elles, alors que jusqu'à cette date, la tenue du festival était tous les ans dépendante d'un vote du conseil municipal. Les 60 000 entrées sont atteintes lors de l'édition 2009, bénéficiant de la présence de Marilyn Manson comme tête d'affiche. La notoriété du festival s'établit définitivement l'année suivante avec Kiss, Deftones, Alice Cooper et 110 autres groupes qui permettent de porter la fréquentation à 70 000 visiteurs.
Les premières critiques relayées dans les médias arrivent en 2010. Plusieurs personnalités politiques conservatrices le prennent pour cible ; Christine Boutin parle de « la culture de la mort » et Philippe de Villiers de satanisme. Ces attaques sont relayées les années suivantes par des groupes catholiques plus ou moins radicaux comme la Confédération nationale des associations familiales catholiques ou Civitas,, ainsi que par des groupes politiques royalistes ou d'extrême-droite comme le Cercle des Trois Provinces. Les groupes les plus polémiques comme Taake, Anal Cunt ou Satanic Warmaster sont déprogrammés lors des éditions suivantes. Néanmoins, le festival peut compter sur des soutiens politiques comme le ministre de la Culture Frédéric Mitterrand ou le député PS Patrick Roy. De plus, au fil des éditions suivantes, les critiques émises par des groupes politiques ou religieux se font plus discrètes. Dès l'édition 2010, il est mis en place un accueil PMR-PSH (Personne à mobilité réduite - Personne en situation de handicap) avec une équipe de bénévoles spécialisée dans ce domaine.

### Notoriété à l'échelle européenne

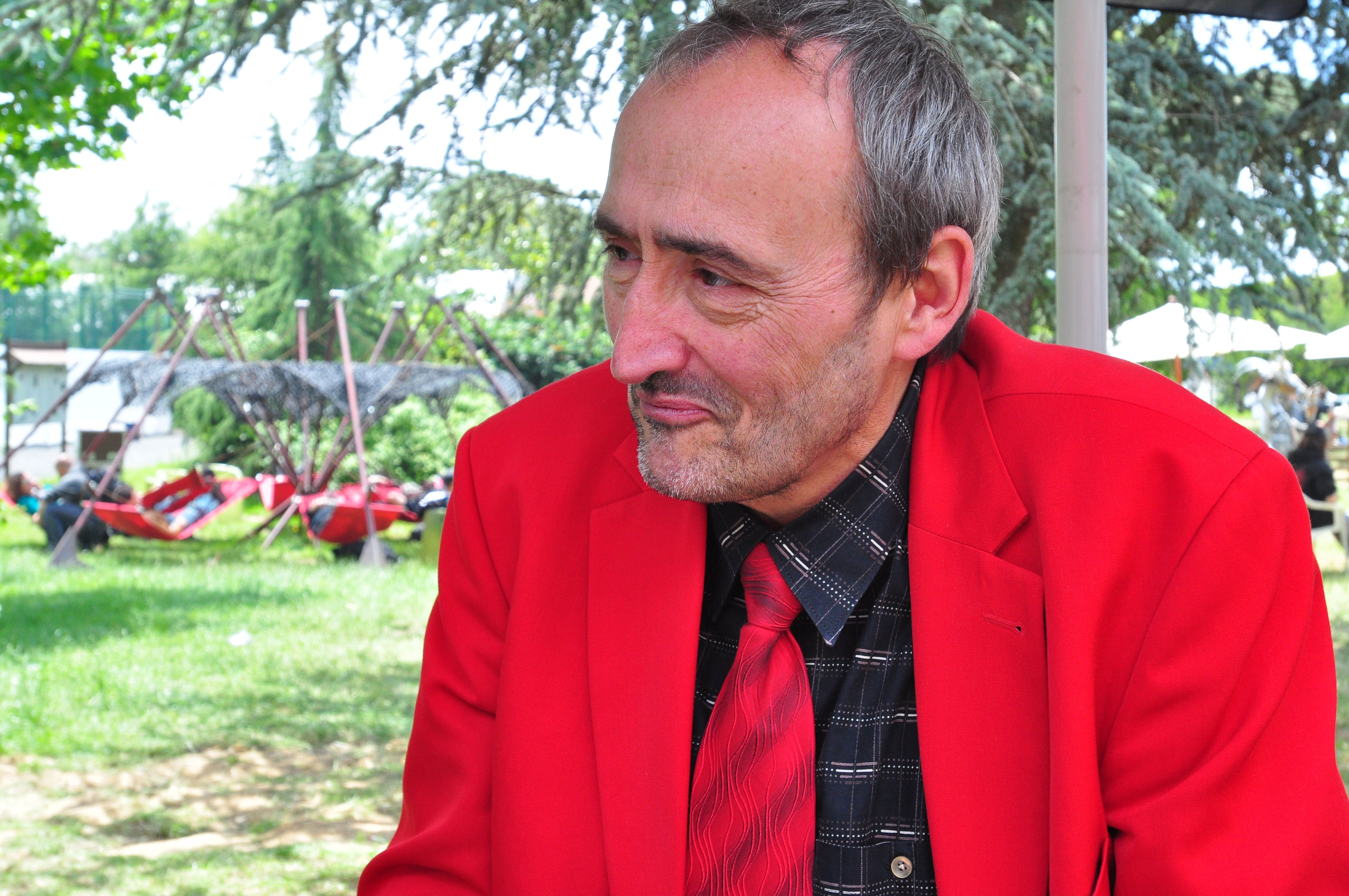
Le député Patrick Roy, lors de l'édition 2010, quelques mois après avoir apporté son soutien au festival à l'Assemblée nationale.

Un hommage est rendu au député Patrick Roy, en 2011, mort peu de temps auparavant, sous la forme d'un feu d'artifice final ; celui-ci avait défendu le Hellfest à l'Assemblée nationale et joué sur scène avec le groupe Mass Hysteria, lors d'un autre festival. La même année, avec Rob Zombie, Scorpions, et Ozzy Osbourne en têtes d'affiches, 75 000 personnes et 118 groupes se réunissent pour la dernière fois sur le site du Val-de-Moine avant de rejoindre celui du Champ-Louet l'année suivante.
Ce changement de site, dû à la construction d'un lycée sur l'espace destiné au festival, entraîne sa croissance, lors de l'édition 2012, grâce à une surface d'accueil supérieure, passant de 14 à 21 hectares. L'affluence au festival connaît donc une augmentation importante, passant de 25 000 à 35 000 spectateurs par jour ; le nombre de scènes passe quant à lui dans le même temps de quatre à six. La barre symbolique des 100 000 entrées est franchie cette année-là, avec 165 concerts dont ceux les têtes d'affiche Mötley Crüe, Lynyrd Skynyrd, et Guns N' Roses.
Plusieurs groupes principaux de l'édition 2013, tels que ZZ Top ou Kiss, tendent à rendre plus grand public le festival,. La structure doit cependant subir la même année la concurrence du Sonisphere Festival dont l'organisation est transférée du mois d'août au mois de juin, entraînant une hausse des cachets des artistes.
L'édition 2014 programme des groupes comme Iron Maiden, Aerosmith, ou encore Deep Purple, alors que la jauge se stabilise autour de 167 groupes et des 150 000 entrées en trois jours, faisant de ce festival le troisième de France en termes de fréquentation, derrière Solidays.
En 2015, Ben Barbaud signe avec Gérard Drouot un partenariat permettant à ce dernier de créer un éventuel « Hellfest » en dehors de la France.

### Récompenses
Début 2018, le site Festival Awards décerne au Hellfest le prix du « Meilleur grand festival » pour la troisième fois (2014, 2015 et 2017), devançant les Vieilles Charrues d'un peu plus de 700 voix, deux fois « Meilleur camping » (2015 et 2016) et une fois « Meilleure ambiance » (2013), parmi 204 festivals français inscrits en 2017.

### Impacts Covid-19
À cause de la pandémie du coronavirus, l'édition 2020 (Beyond this Road) du Hellfest, qui devait être la 15e, est reportée à 2021,. L'évolution de cette pandémie amène le gouvernement, le 18 février 2021, à limiter la jauge des festivals d'été à 5 000 personnes assises ; Ben Barbaud annonce de nouveau le report de cette 15e édition aux 17, 18 et 19 juin 2022,.
Le 12 juin 2020 en soirée, France 3 diffuse, uniquement sur France 3 Pays de la Loire, la prestation de Ultra Vomit enregistrée au Hellfest 2019. Le 18 juin 2020 au soir, trois groupes nantais, (Stinky, Ultra Vomit et Regarde Les Hommes Tomber) donnent un concert sans public, au carré VIP du site Hellfest. Ces 3 concerts sont diffusés en direct sur le site internet ARTE Concert.
Dès le 19 juin 2020, Hellfest Productions organise le Hellfest From Home en proposant 45 concerts enregistrés de 2012 à 2019, diffusés sur Internet, du vendredi au dimanche, à partir de midi.
En 2021 (Hellfest From Home II), en mai et juin, plusieurs prestations sont enregistrées en condition live puis diffusés les 17, 18, 19 et 20 juin ; quinze concerts plus anciens (2015 à 2018 : Deep Purple, Slash feat. Myles Kennedy & The Conspirators, Foreigner, Of Mice & Men, Testament, Killswitch Engage, etc.), des reportages et documentaires,,,.
La quinzième édition, initialement prévue en 2020, reportée à 2021 puis à 2022 est qualifiée par Ben Barbaud d'« édition du siècle » : c'est une double édition, pendant deux weekends consécutifs, du 17 au 26 juin 2022 totalisant 350 groupes (dont Metallica pour la première fois).
Les éditions 2023 (United We Stand) et 2024 (Welcome to Infernopolis) se déroulent sur quatre jours. Parmi les nouveautés 2023, la scène the Valley est déplacée face à la Warzone, en plein-air, gagnant en surface, et remplacée par The Sanctuary (grand stand de merchandising Hellfest),,.

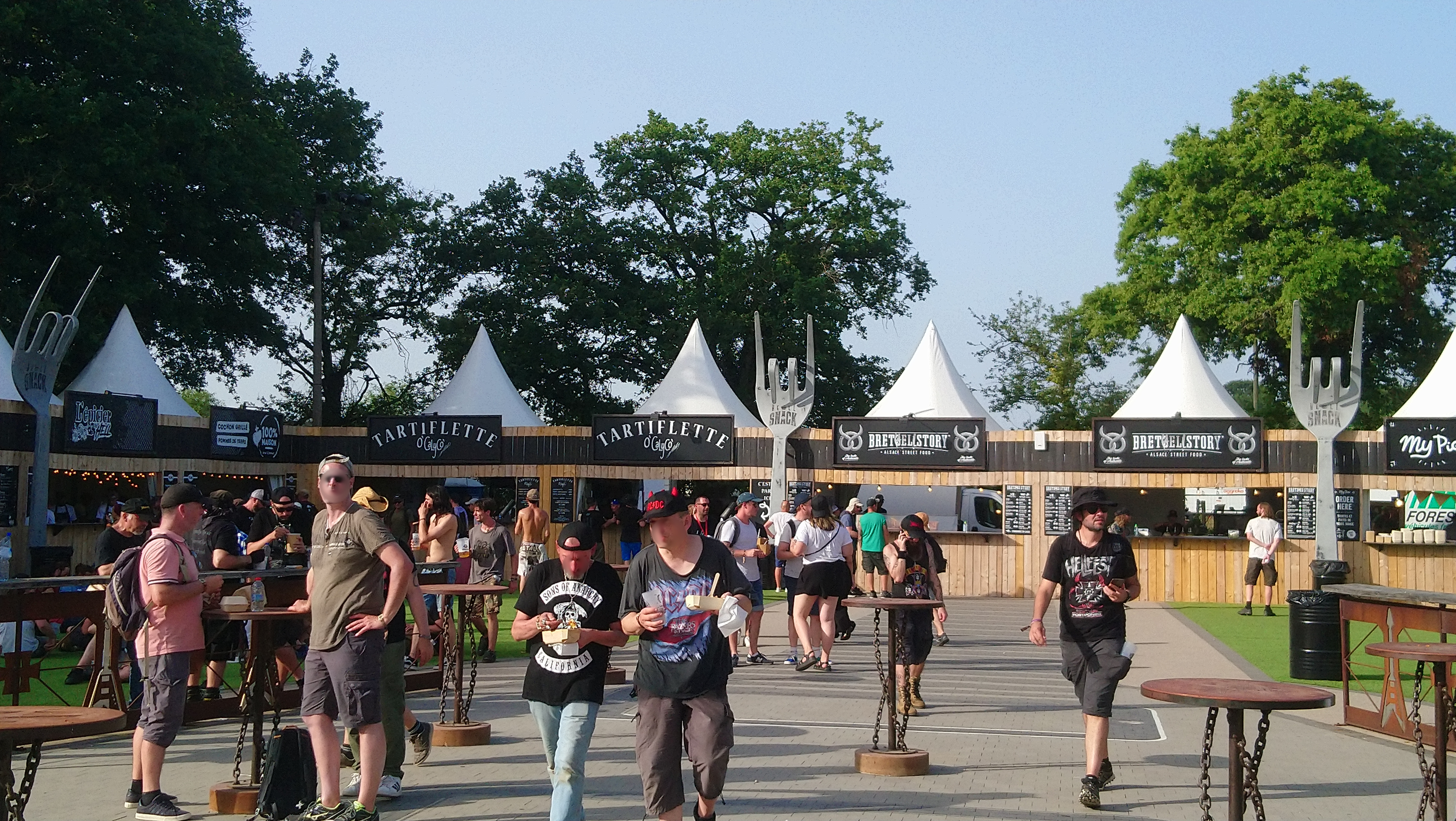
Allée de la restauration.

## Fonctionnement

### Organisation et budget

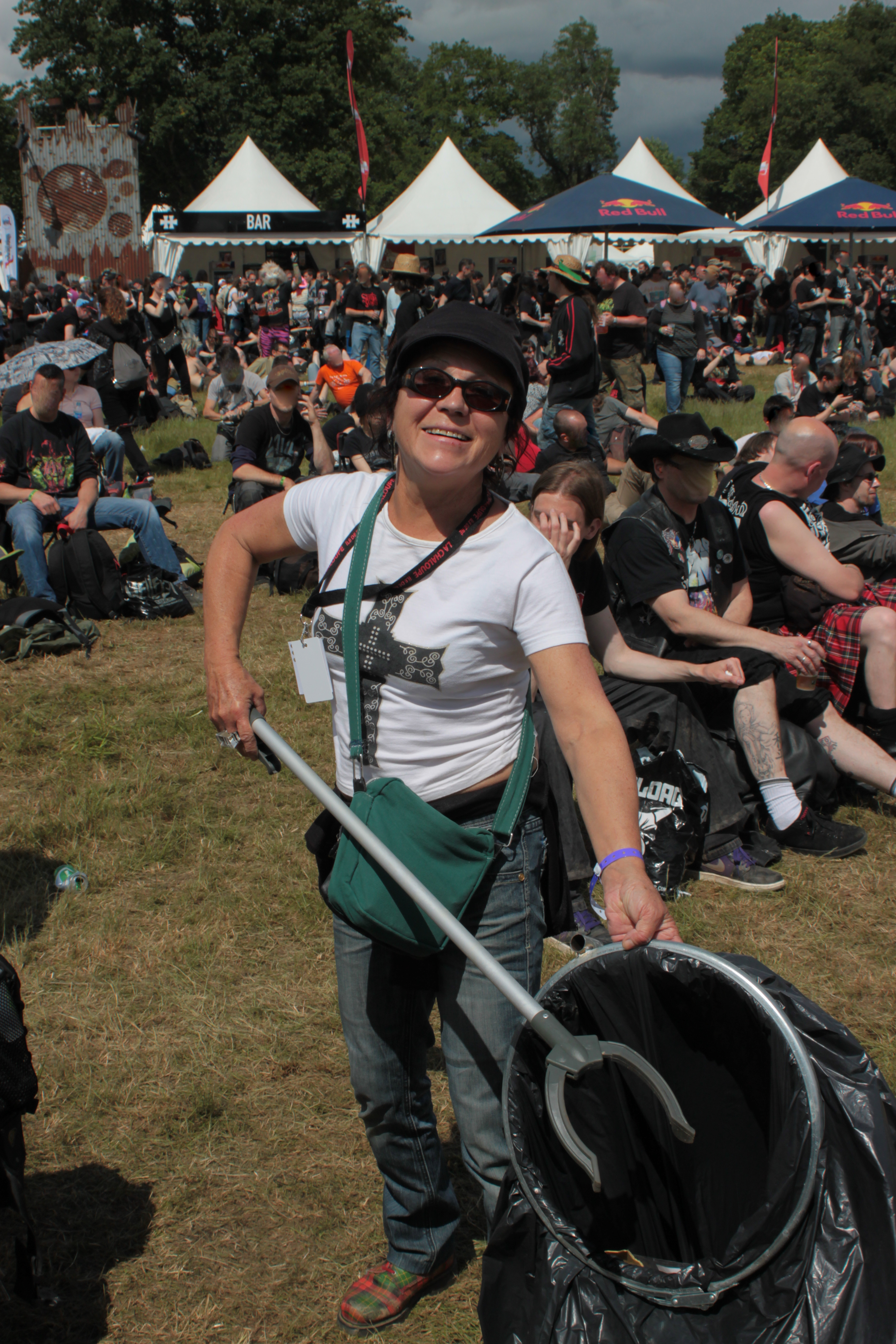
Une bénévole affectée au ramassage des détritus.

L'association organisatrice emploie treize personnes à l'année, auxquelles viennent s'ajouter 3 000 bénévoles pendant le festival,. Son siège est localisé à Cugand (Vendée), à proximité de Clisson, et elle est dirigée, depuis sa création, par Benjamin Barbaud.
Le festival fonctionne, en 2013, avec un budget annuel de près de huit millions d'euros, en équilibre cette année là. Les recettes sont constituées à 66 % de la billetterie, des bars à 16 %, le reste provenant de recettes commerciales ou de sponsoring. Les subventions publiques participent à hauteur de 1 % de celui-ci, versées par la région Pays de la Loire, le département de la Loire-Atlantique, ou la municipalité de Clisson.
Les dépenses vont en premier lieu dans l'enveloppe artistique avec un budget de 4,5 millions d'euros pour l'édition 2014, en hausse d'un million d'euros par rapport à celle de 2013, soit la plus élevée des festivals français. Le reste du budget, environ les 2/3 des postes de dépenses des années précédentes, sont alloués à la technique, au matériel, et à l'organisation en général.
Selon Ben Barbaud, le budget 2016 du festival représente le double de celui des Eurockéennes soit 16 M€. Le budget 2017, estimé à 20 M€ (dont 12 M€ provenant de la billetterie et 0,2 % de subventions publiques), consacre 7 M€ à la programmation.

### Scènes et programmation
Grâce à son essor, le festival passe de deux scènes à sa création, en 2006, à trois en 2007, quatre en 2009 et six en 2012 ; plus petites et en off, il y a aussi le Metal Corner (depuis 2012), et la Hell stage (depuis 2017).
Depuis le changement de site, en 2012, les activités du festival sont structurées autour de six scènes consacrées chacune à un style de musique différent. Elles fonctionnent par alternance, trois scènes accueillant un concert, les trois autres procédant aux balances ou à l'installation d'une scénographie personnalisée, comme celle de Rammstein, en 2016, composée de 17 semi-remorques de matériel, faisant des deux Mainstages la plus grande scène d'Europe d'après l'organisateur.
Le duo de scènes majeures, les « Mainstages » 1 et 2, situé en plein air, accueille des groupes les plus orientés vers le grand public : la Main 1 est ouverte au heavy metal comme Iron Maiden, KISS ou Guns N' Roses, alors que la Main 2 propose un metal plus alternatif, comme Korn, Slayer, ou Sepultura.
The Temple et the Altar, séparées, mais sous deux chapiteaux accolés depuis l'édition 2015, sont consacrées, pour la prémière, au black metal, programmant des groupes comme God Seed ou Cradle of Filth, et, la seconde, produisant plutôt des groupes de death metal, comme Opeth ou Morbid Angel.
The Valley, la scène de doom, sludge et stoner, consacrée à des groupes comme Electric Wizard, ou Clutch, initialement située entre le duo Altar - Temple, le corner VIP et la Cathédrale, est déplacées en plein air, en 2023, en pendant de la Warzone, et gagne en surface d'accueil ; elle est remplacée par le Sanctuary (« le magasin éphémère le plus grand d'Europe », le Merch officiel Hellfest), lui-même cédant la place à des bars à cocktails et jus de fruits,,.
The Warzone, plus particulièrement destinée au punk hardcore, accueille des groupes comme NOFX ou Bad Religion. Cette Warzone est, depuis l'édition 2016, une scène plus importante, plus spacieuse, avec une contenance supérieure, permettant par la même occasion au festival d'augmenter sa capacité d'accueil. Le nouveau cadre est articulé autour du cénotaphe dédié à Lemmy Kilmister, créé par Jimmix,, inauguré par Phil Campbell et Ben Barbaud, le 18 juin 2016. Détérioré par les intempéries, ce monument est remplacé en 2022, par une sculpture géante du chanteur réalisée par l'artiste plasticienne Caroline Brisset et est inaugurée le 24 juin 2022 par Phil Campbell et Mikkey Dee, à l'issue du concert de Scorpions. Cette statue en métal de 12 m de haut contient une partie des cendres de l'artiste, envoyée par la famille de Lemmy à Ben Barbaud, selon les volontés du défunt,,,.
Le Metal Corner, située à l'entrée de la partie camping, est un tremplin rock, qui, en 2016, est en partenariat avec Deezer, la Deezer Open Hell'Stage, puis accueille des sets de DJ's, des projections lors de matches importants. De 2017 à 2022, le corner abrite la scène du Cult (existant depuis 2013), créée pour accueillir The Voice of Hell, autre scène de promotion de nouveaux talents parodiant l'émission The Voice ; elle est fermée en 2023, remplacée  par la Fanzone en 2024.
La Hell stage, une scène off, accueille le public après la pose des bracelets depuis l'édition 2017, dans le Hellcity Square, programmant des shows divers, tels The Rock'n'Roll Wrestilng Bash de Carlos Martinez, des concours de air guitar, ou des groupes émergents.

Scènes 2016
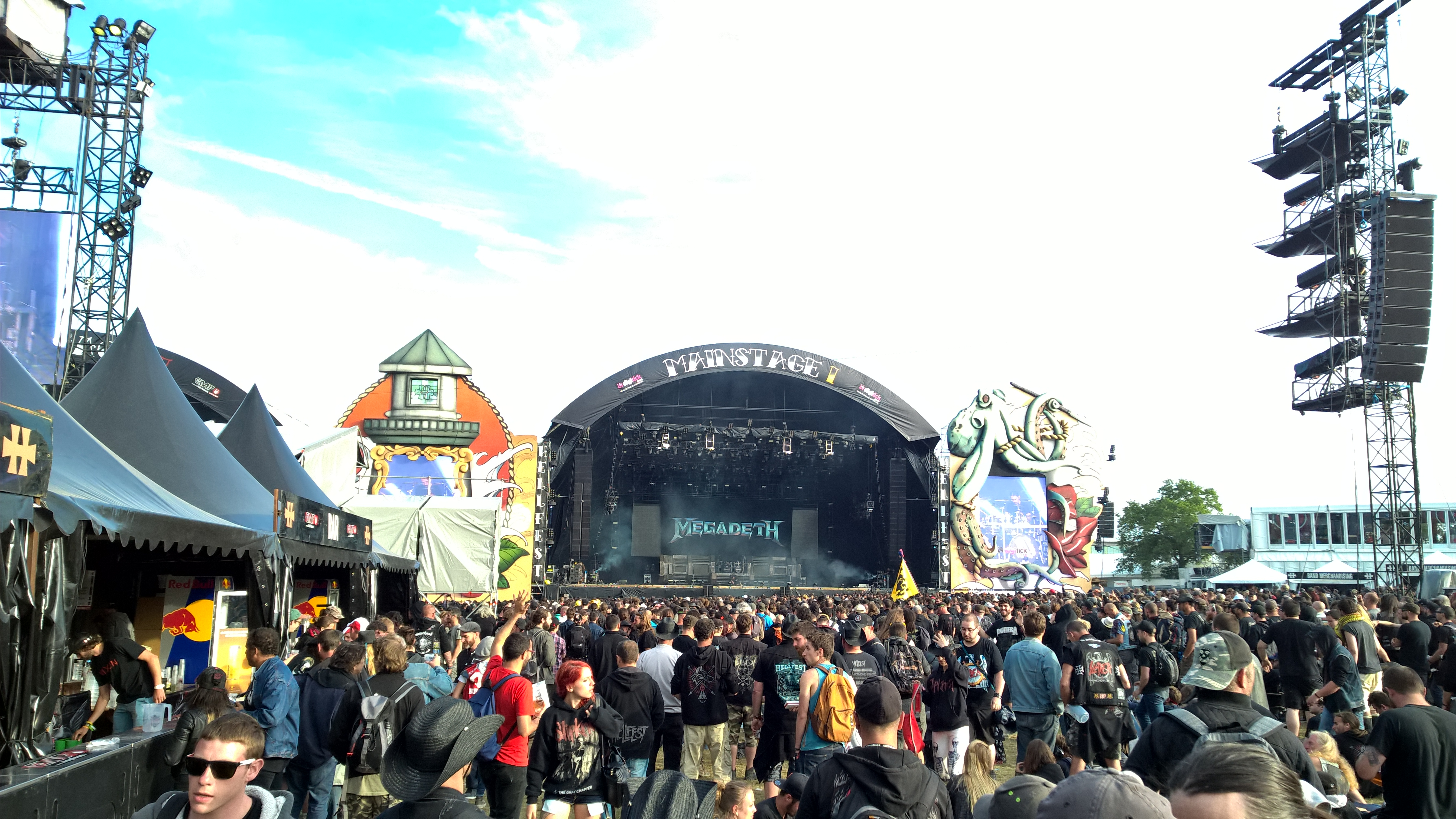
Mainstage01.
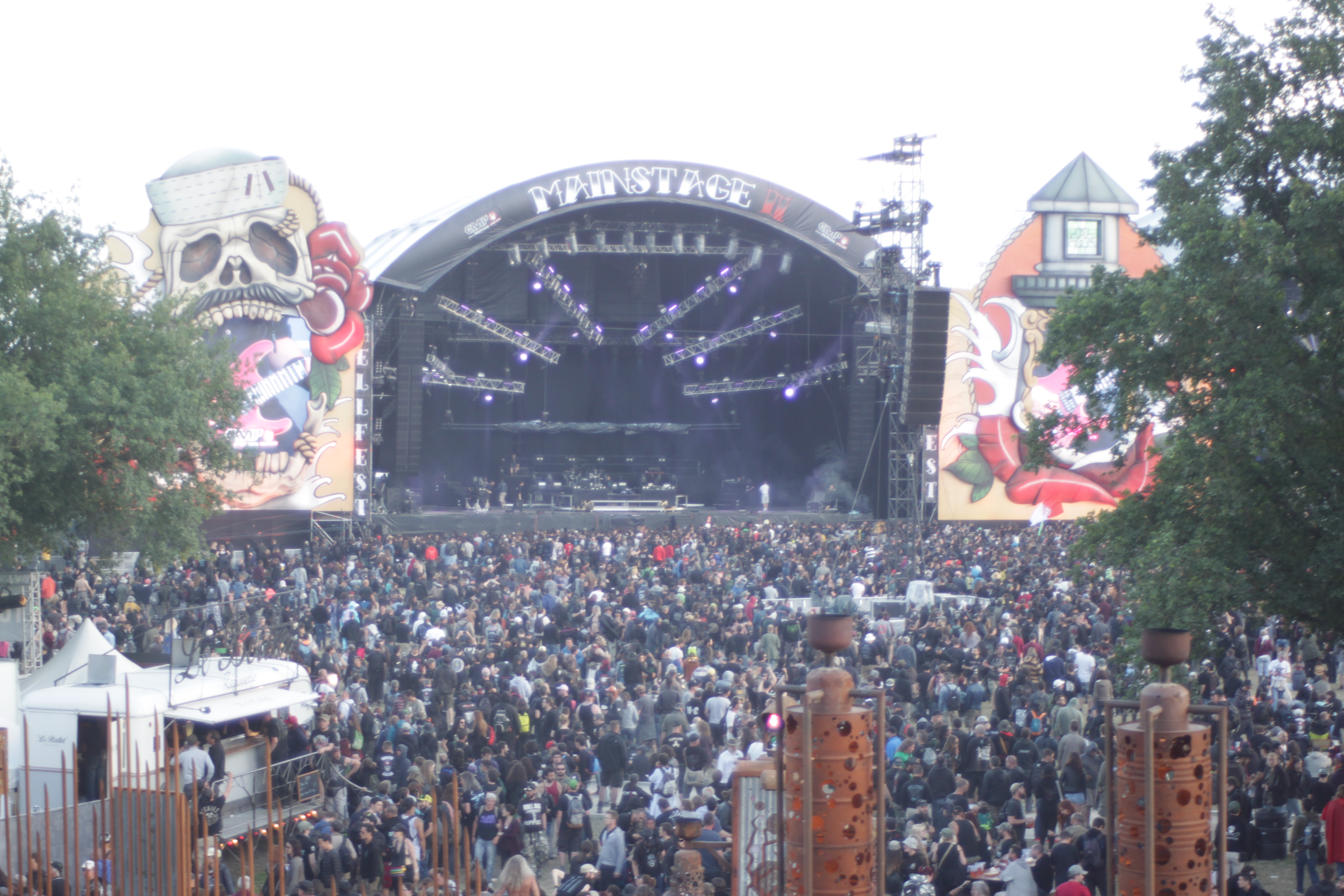
Mainstage02.
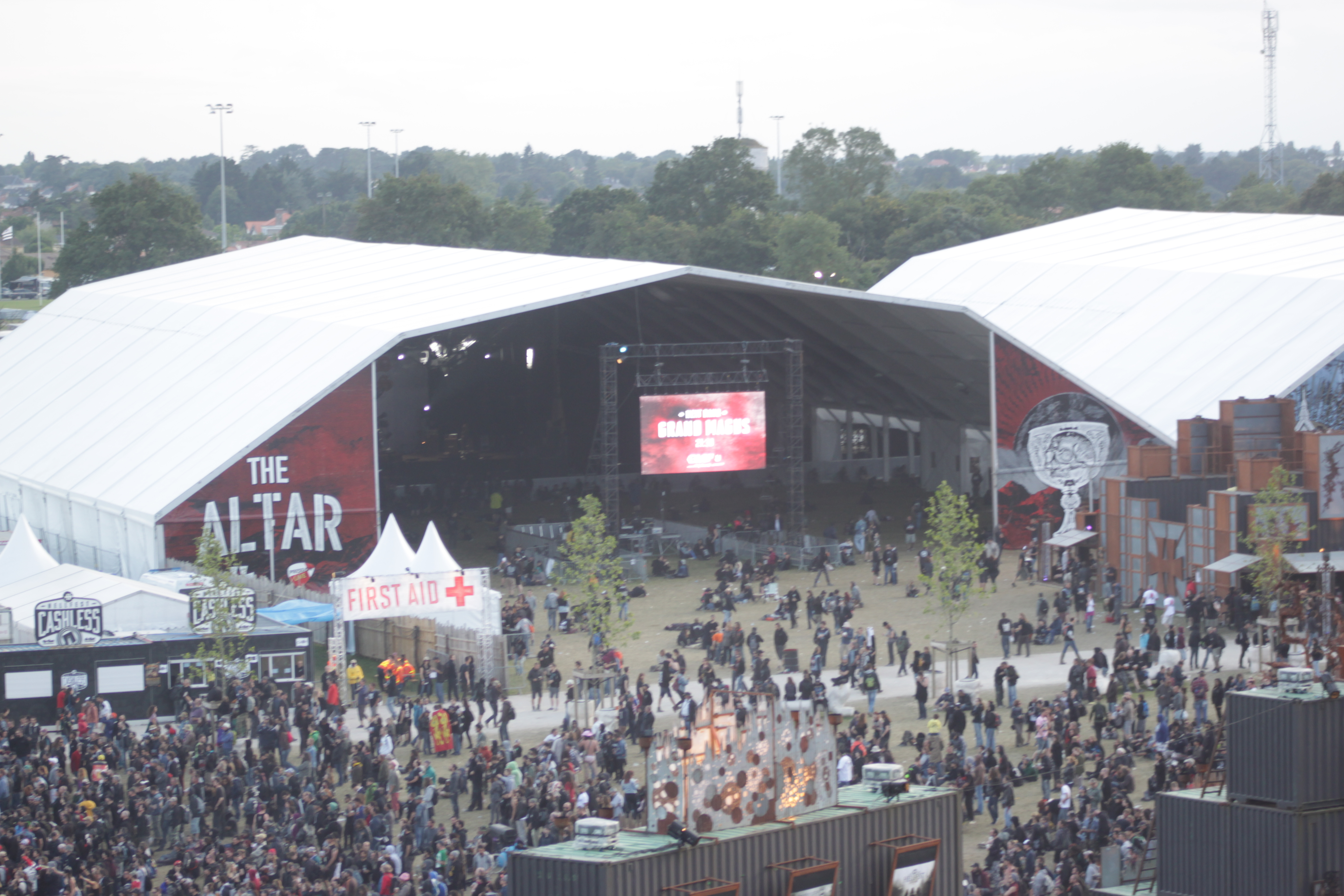
Altar (à d. Temple).
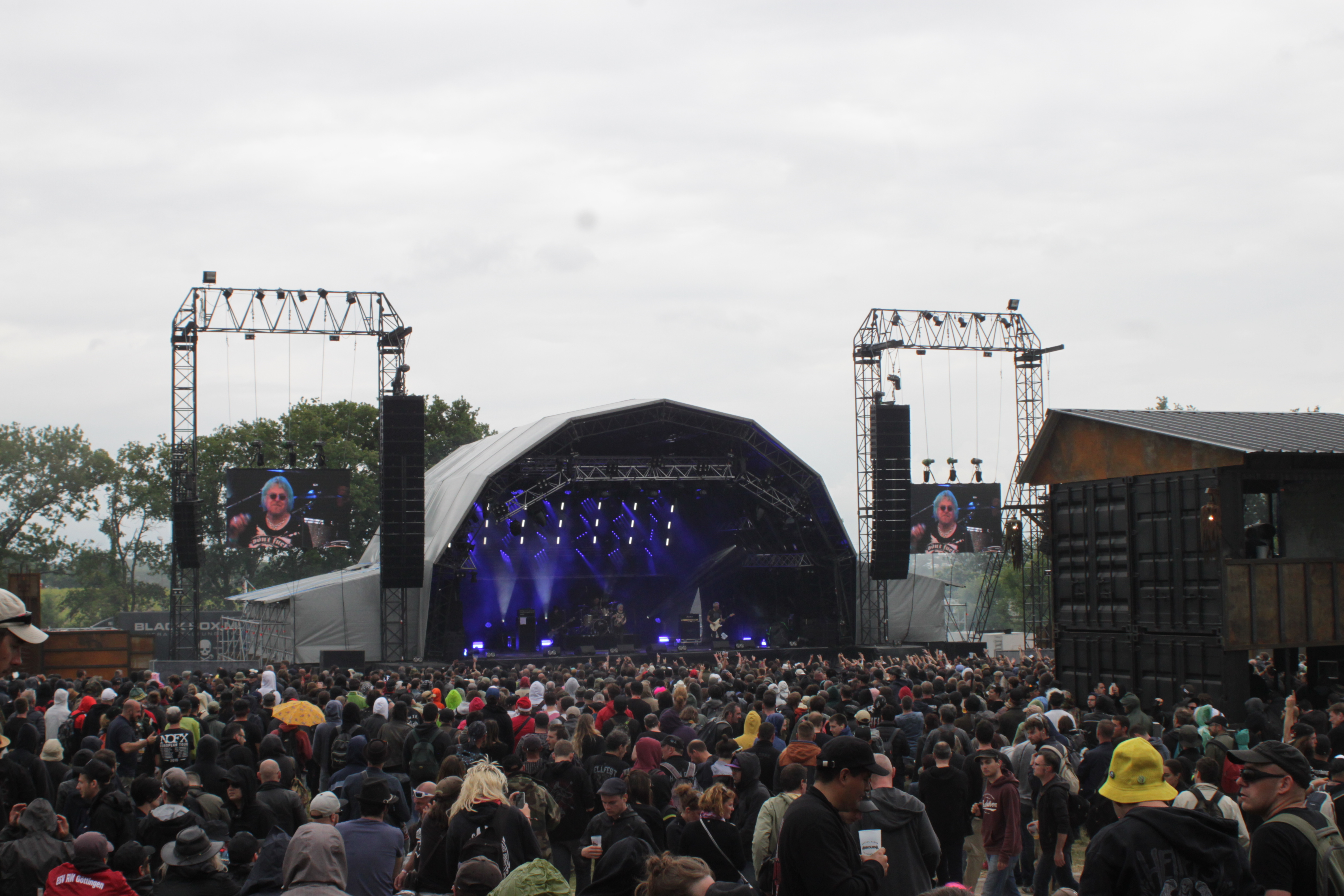
Scène Warzone.
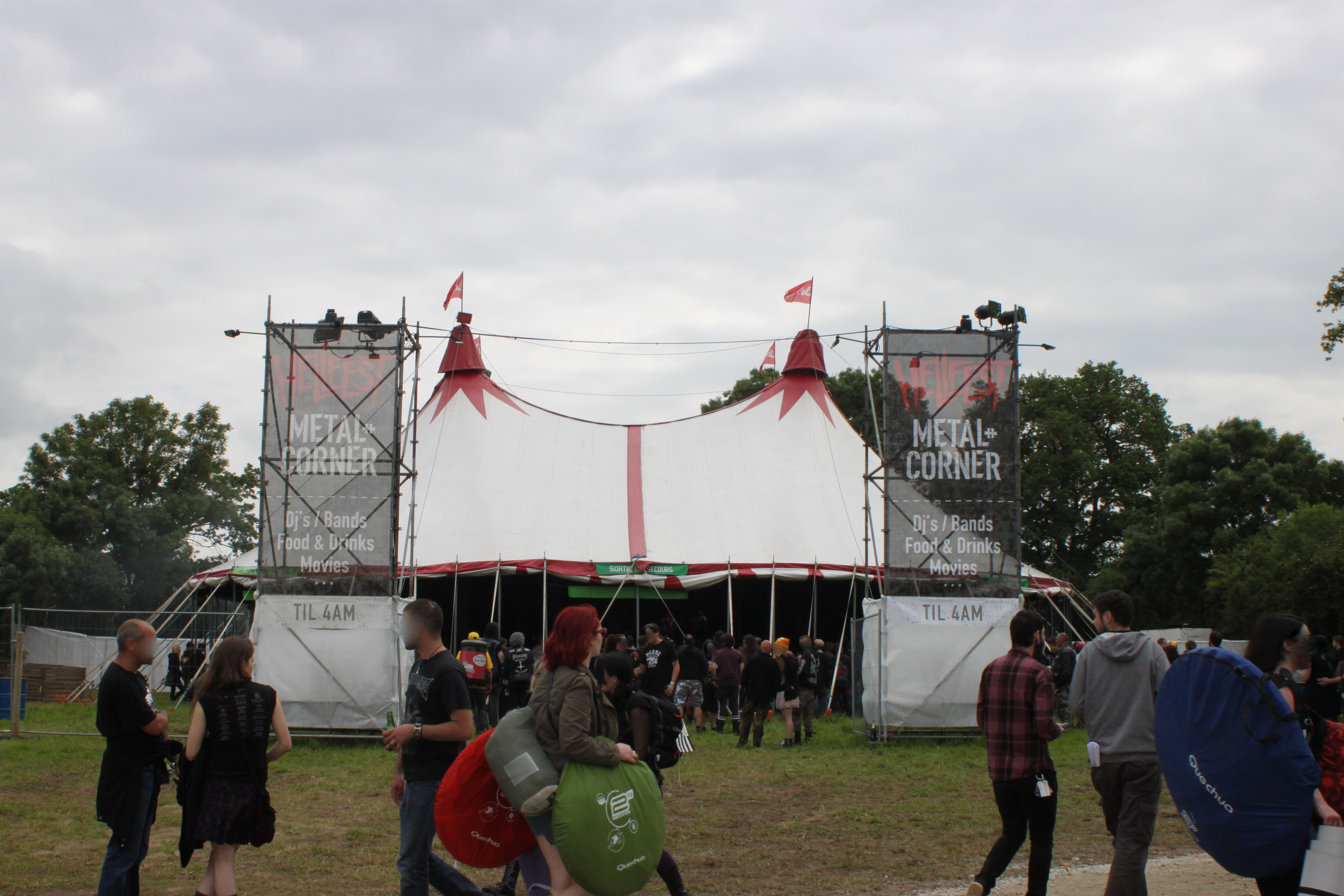
Metal Corner (2013 à 2016).

Scènes 2014-2015
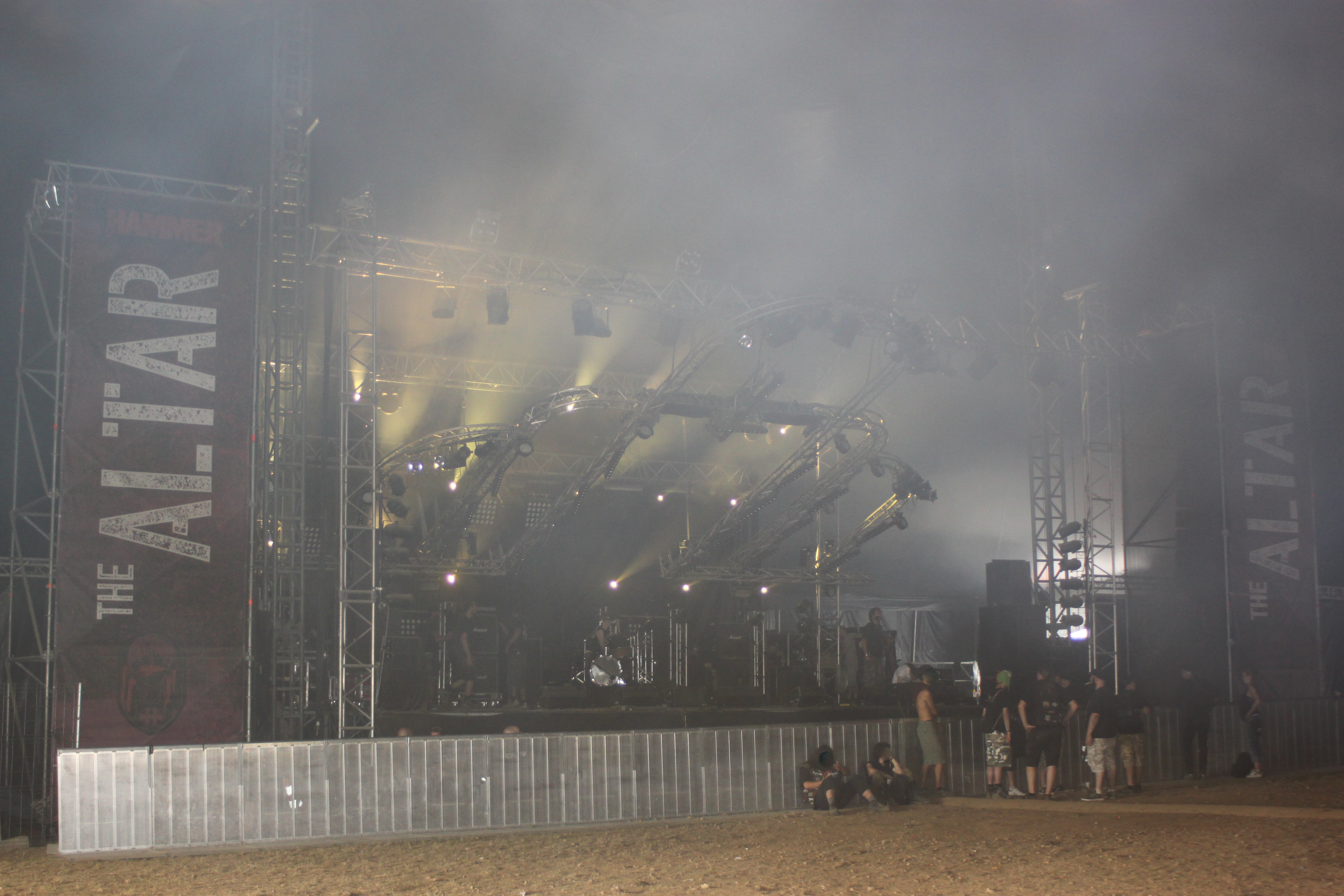
Scène Altar.
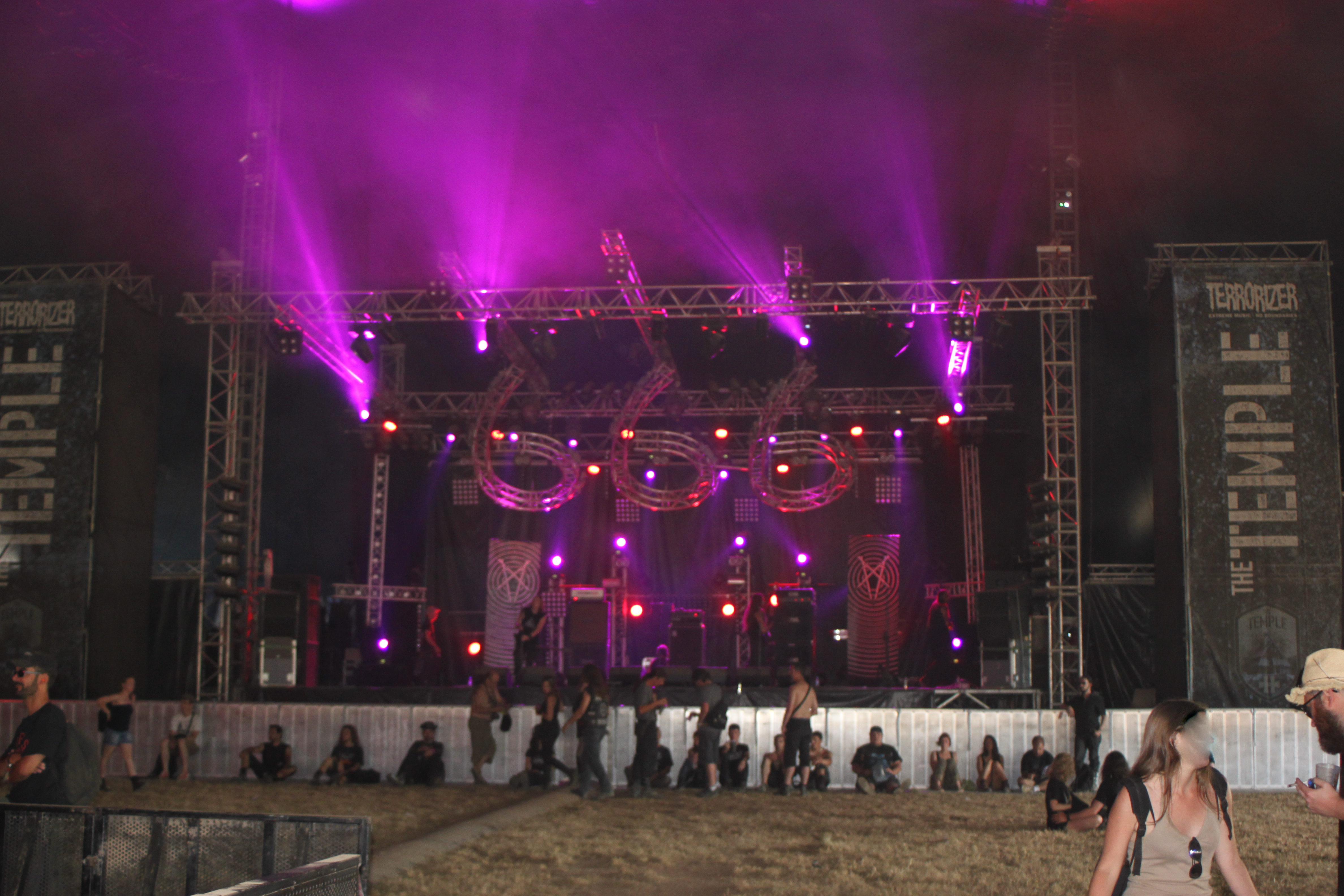
Scène Temple.
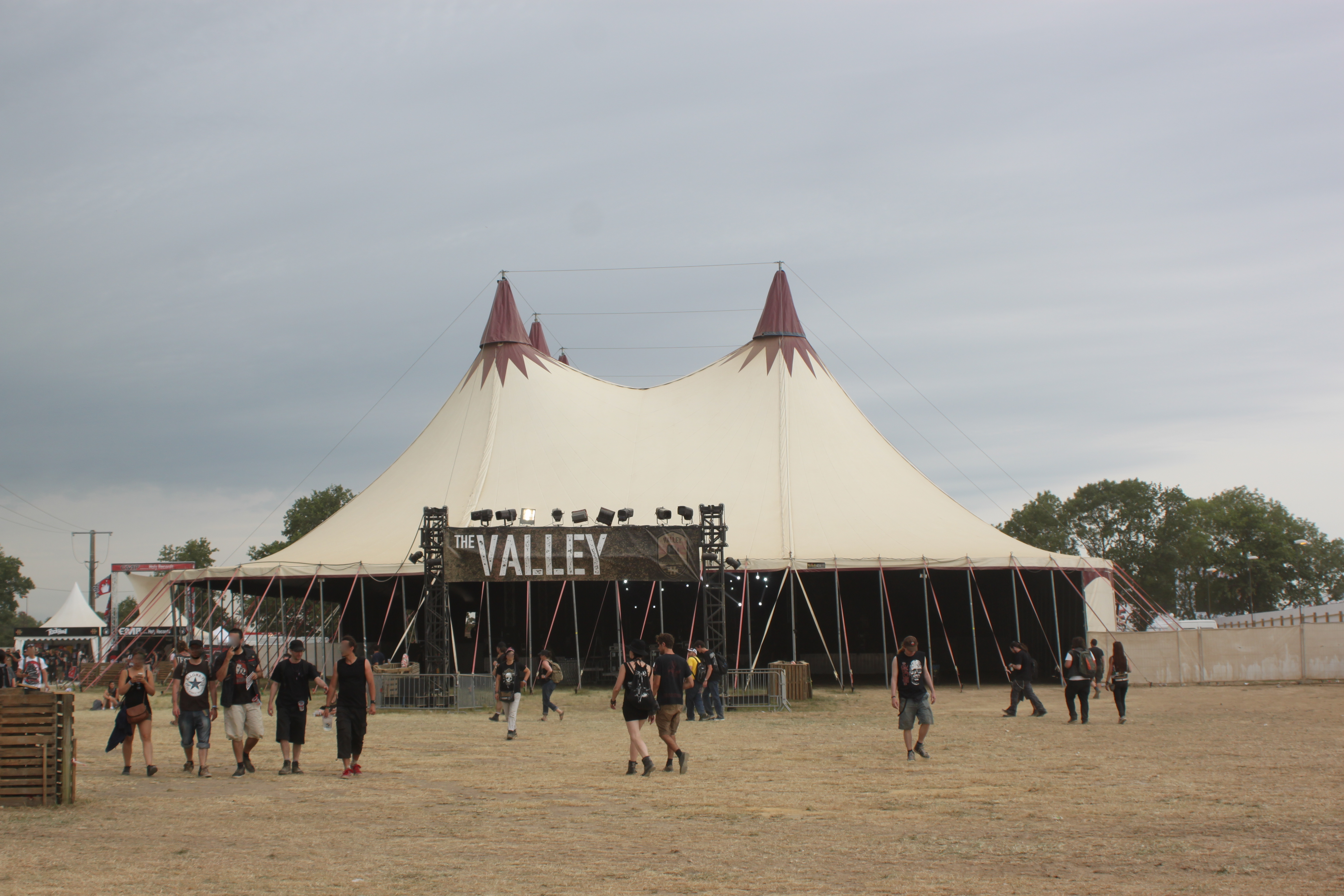
Chapiteau Valley.
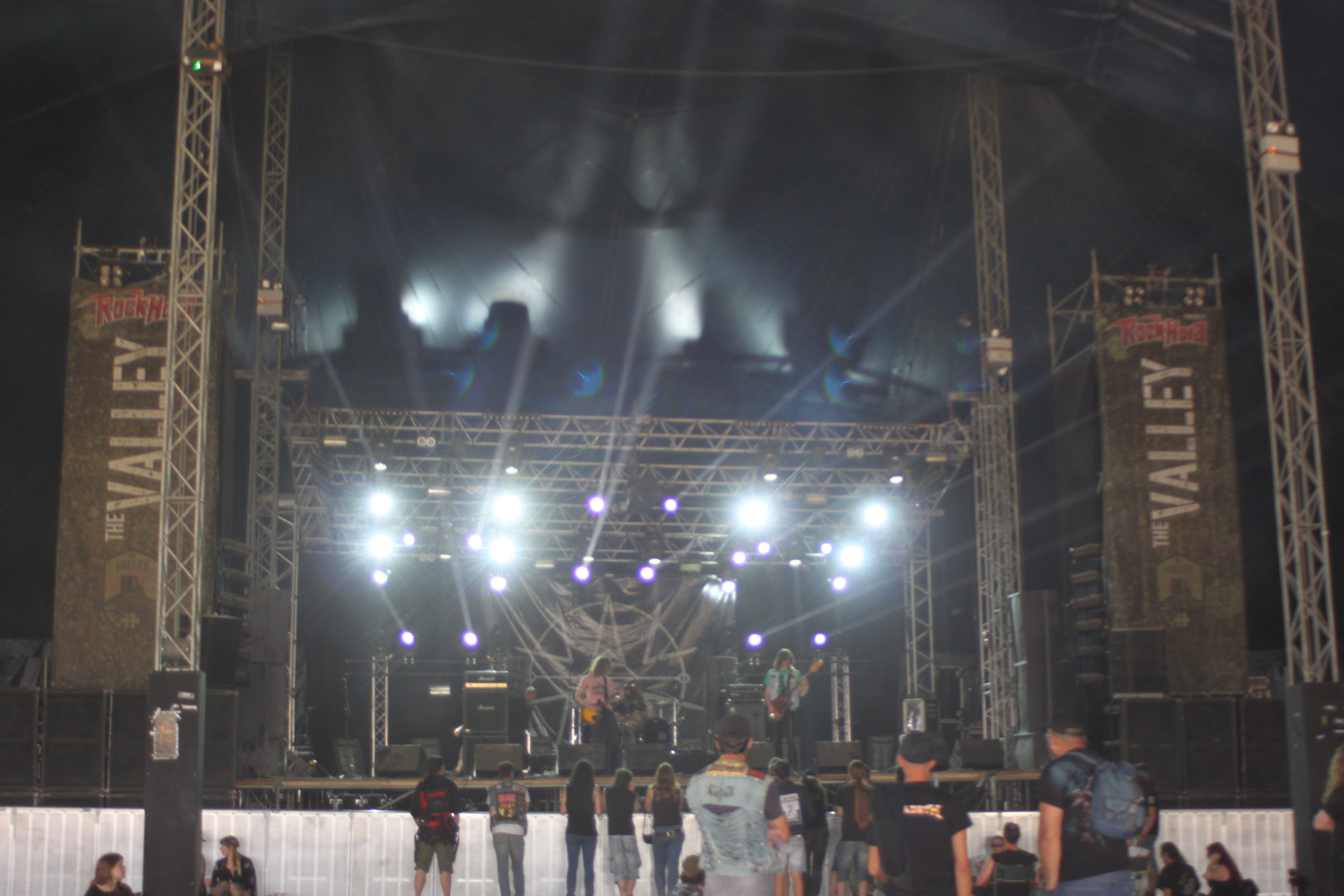
Scène Valley.
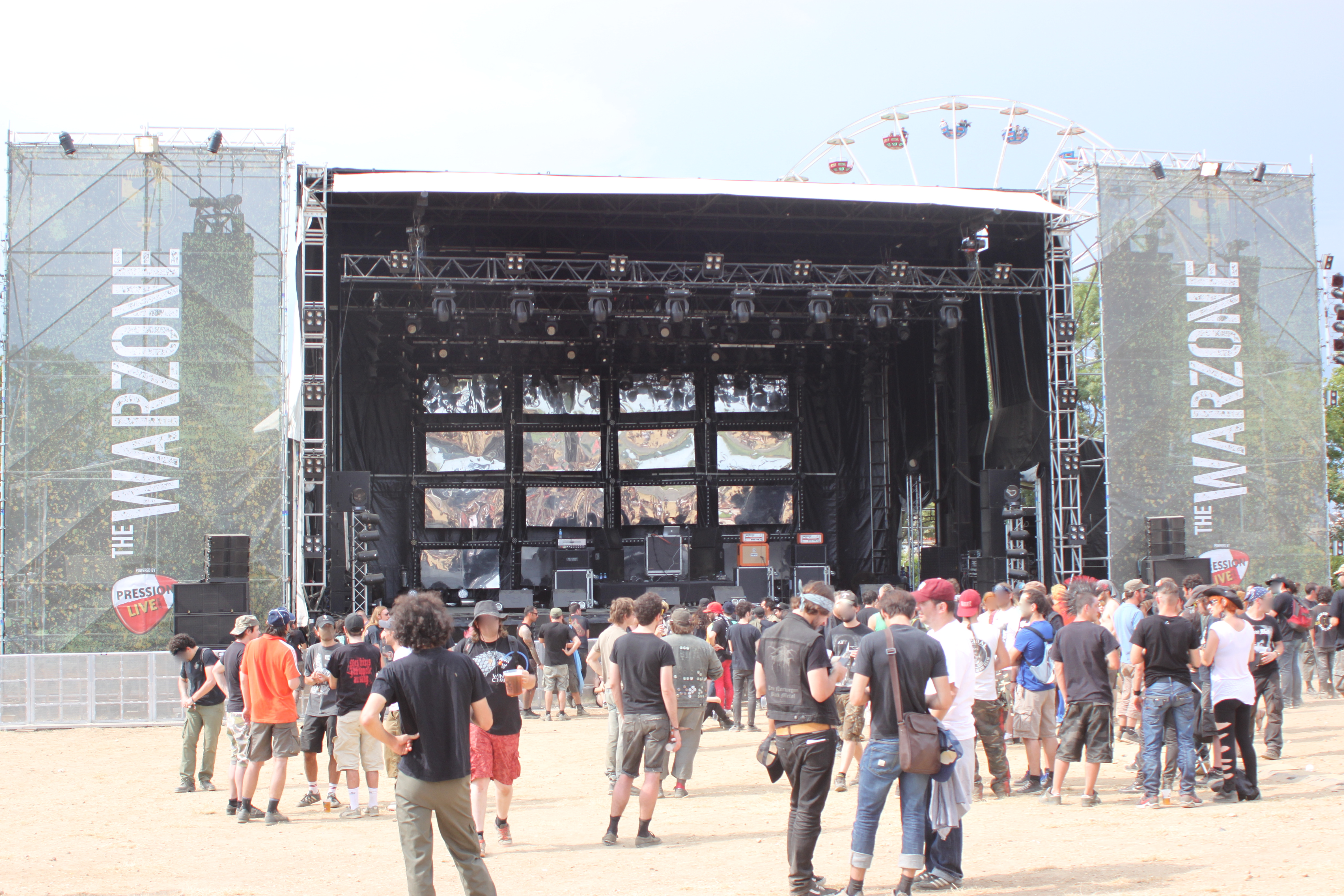
Scène Warzone.

Configuration du site 2017-2022
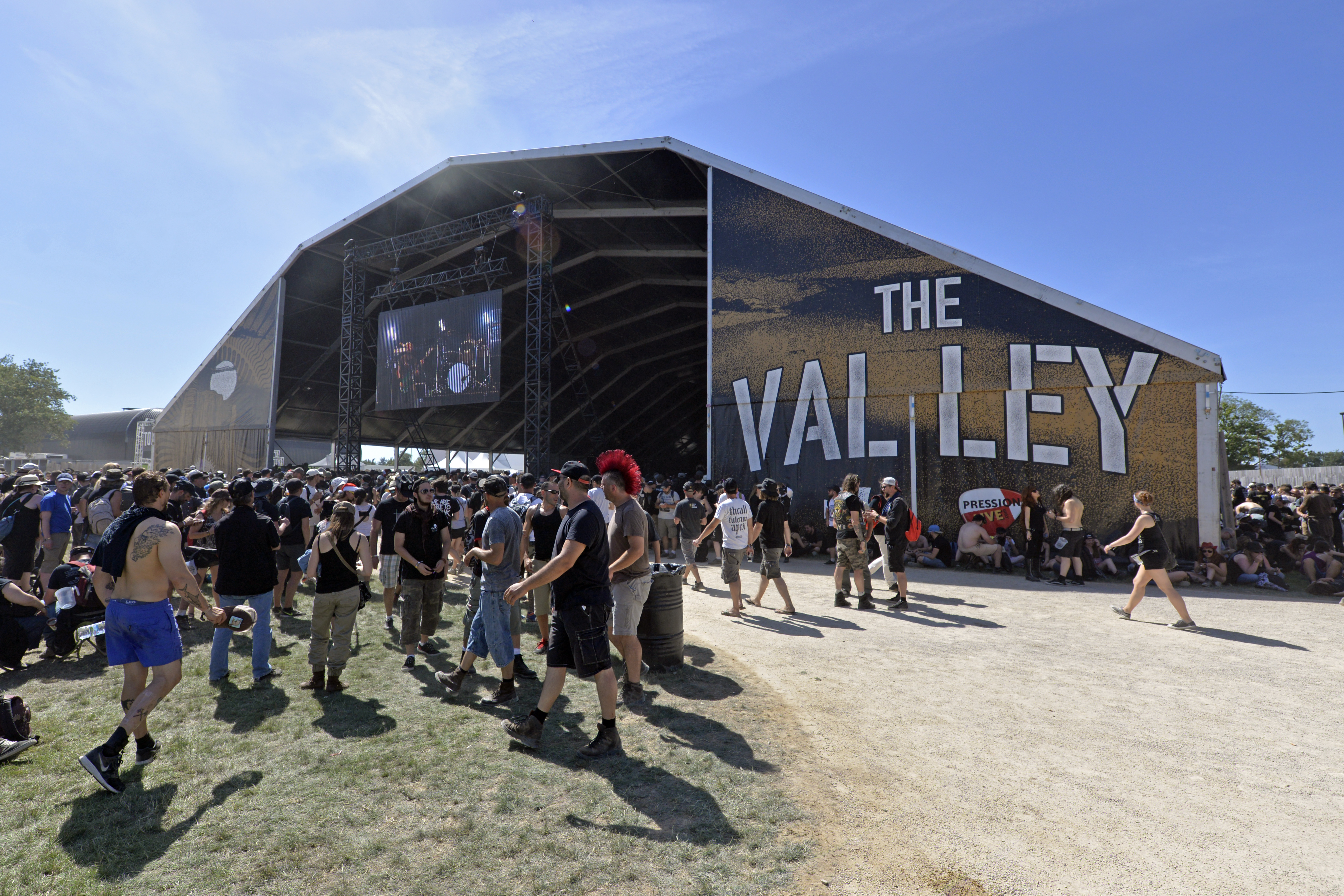
Chapiteau Valley, 2017.
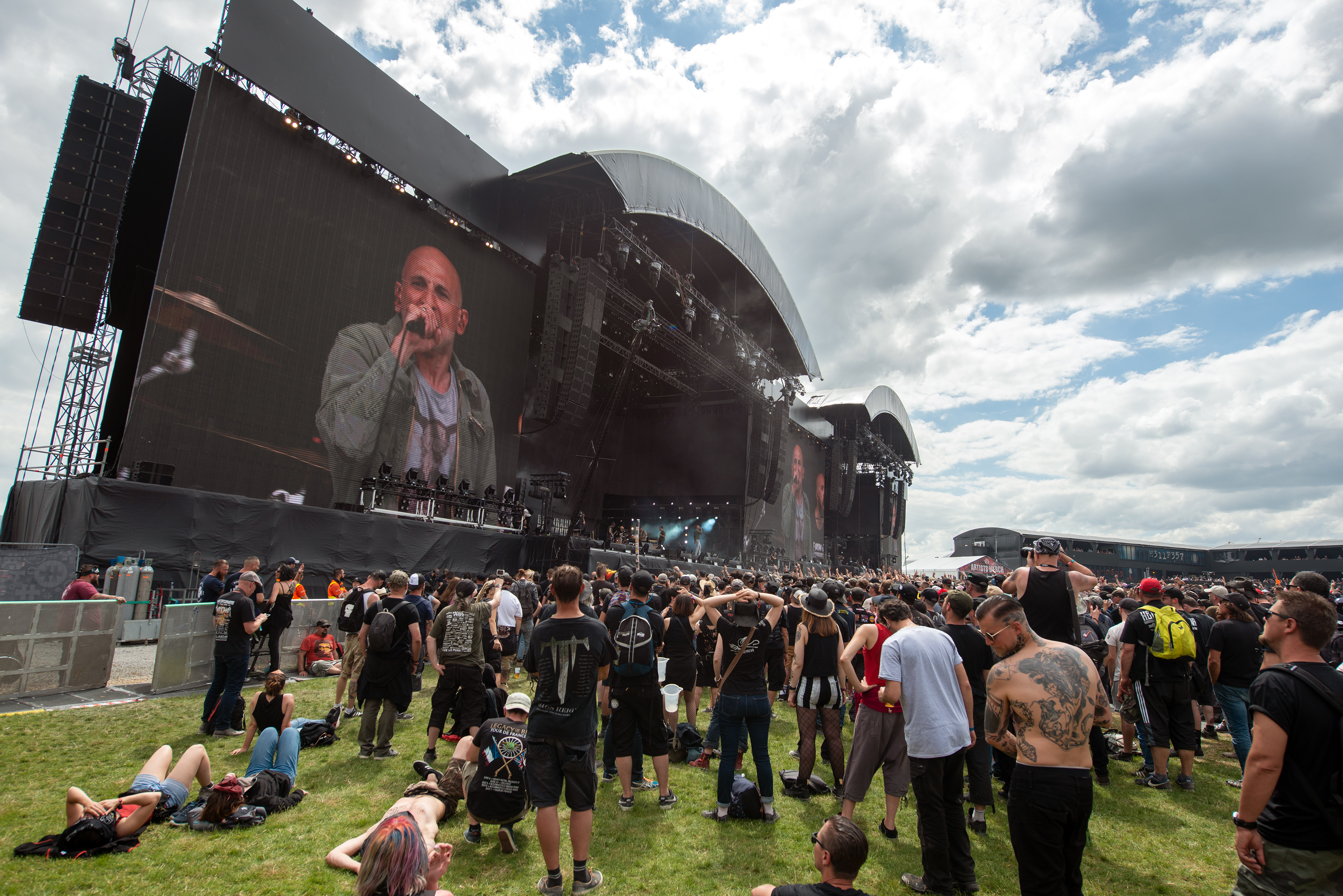
Mainstage01, 2019.
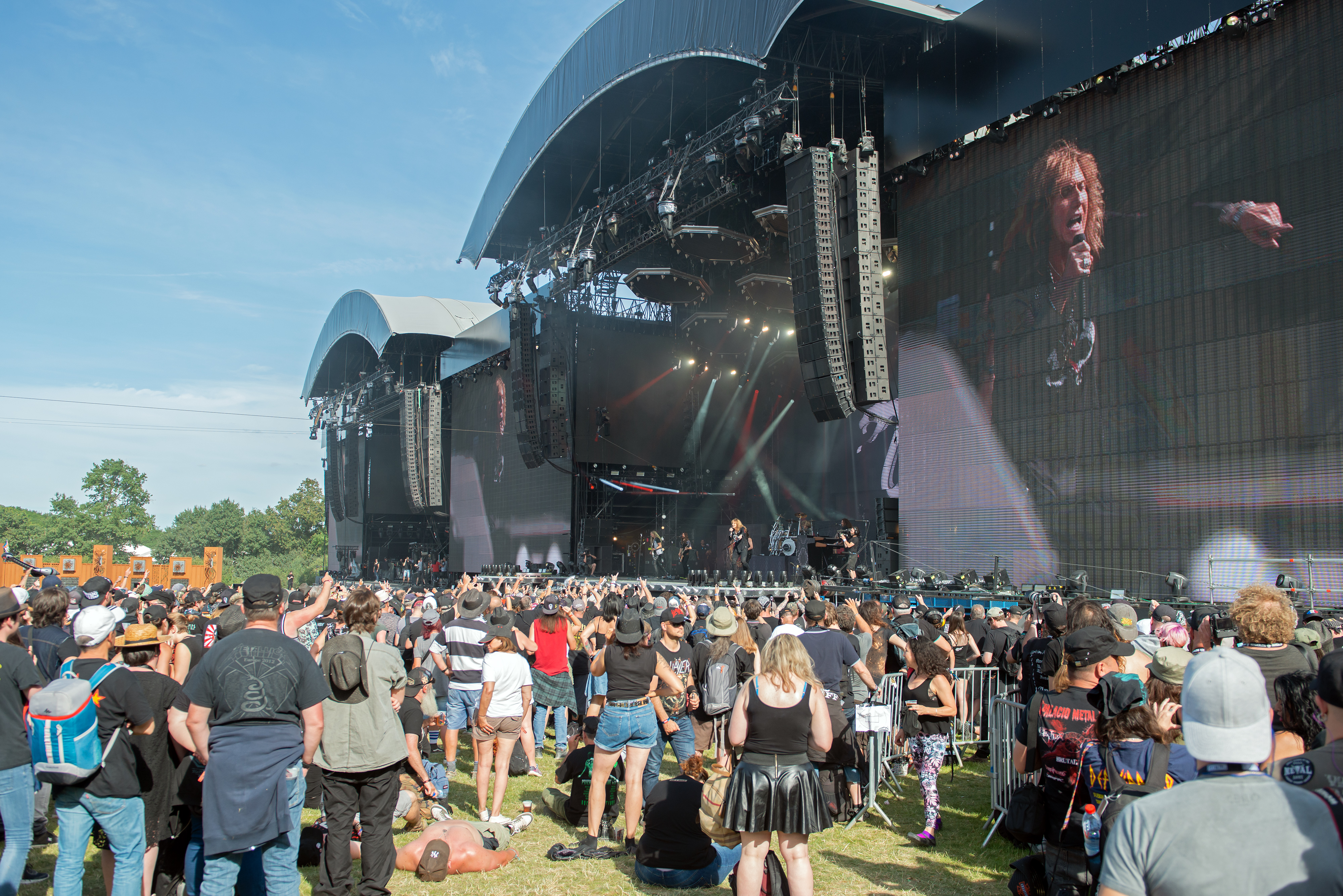
Mainstage02, 2019.

### Décoration du site

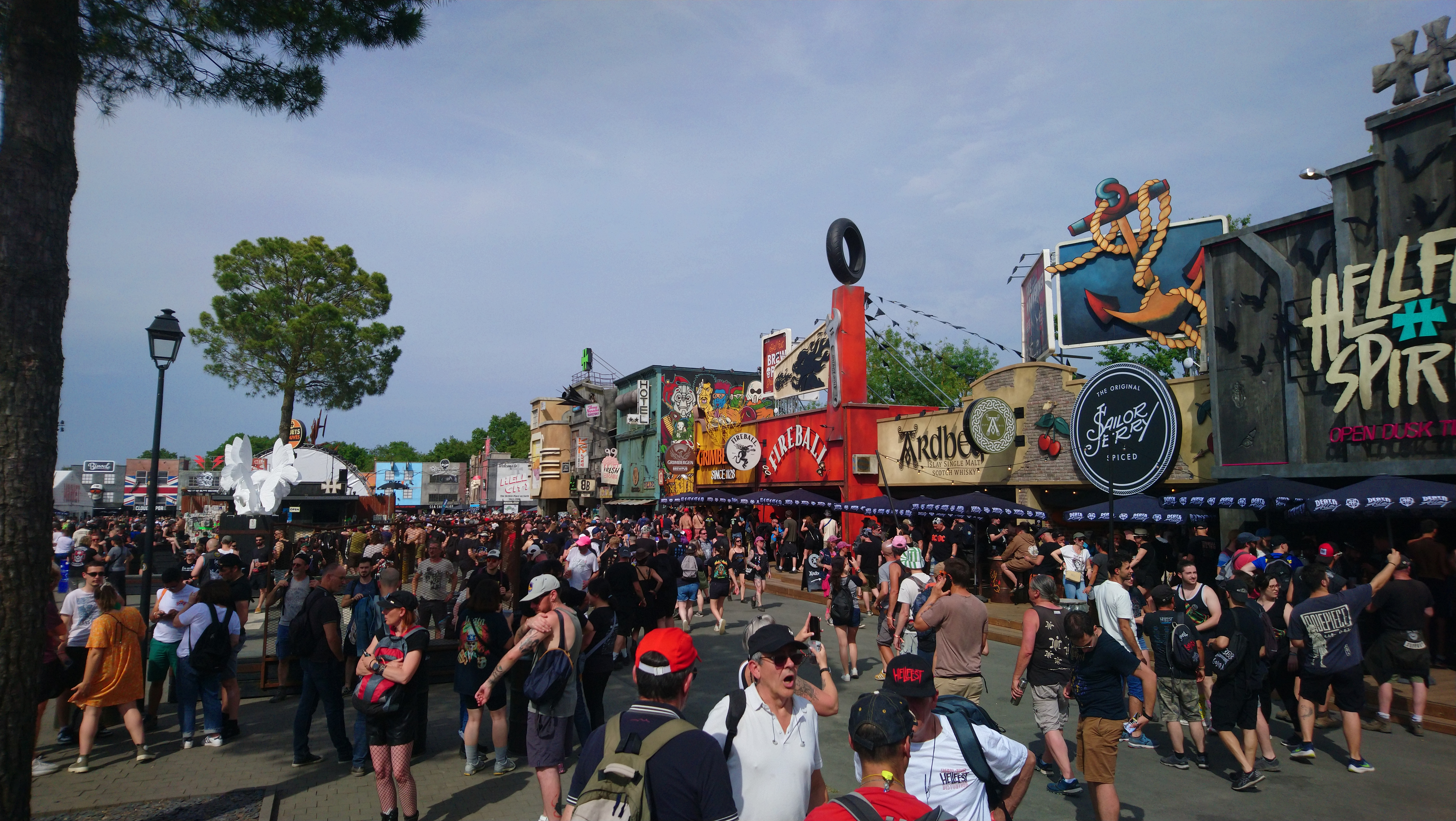
Le HellCity Square

Le Hellfest se démarque également par sa décoration, dont une partie est installé de façon permanente et peut être visité tout au long de l'année. L'ensemble du site est rebaptisé en 2025 le « Hellfest festival park »,.
En dehors de la zone de concerts, les festivaliers sont accueillis sur le site par le HellCity square, où est effectué la pose des bracelets, avec plusieurs boutiques de marques partenaires ainsi que la Hell stage. Le square est jouxté d'un bar restaurant éponyme, qui était anciennement le Looksor, racheté par le Hellfest en 2015. En 2025, l'association inaugure un parc à enfants dans ce square, ouvert aux habitants de Clisson tout le reste de l'année[réf. souhaitée]. Dans la prolongation du Hellcity, les festivaliers sont dirigés vers une devanture de cathédrale, réalisés à partir d'échafaudages installé dans le cadre du festival et qui symbolise l'entrée de la zone de concerts.
Dans la zone de concerts, plusieurs éléments de décoration sont présents. 

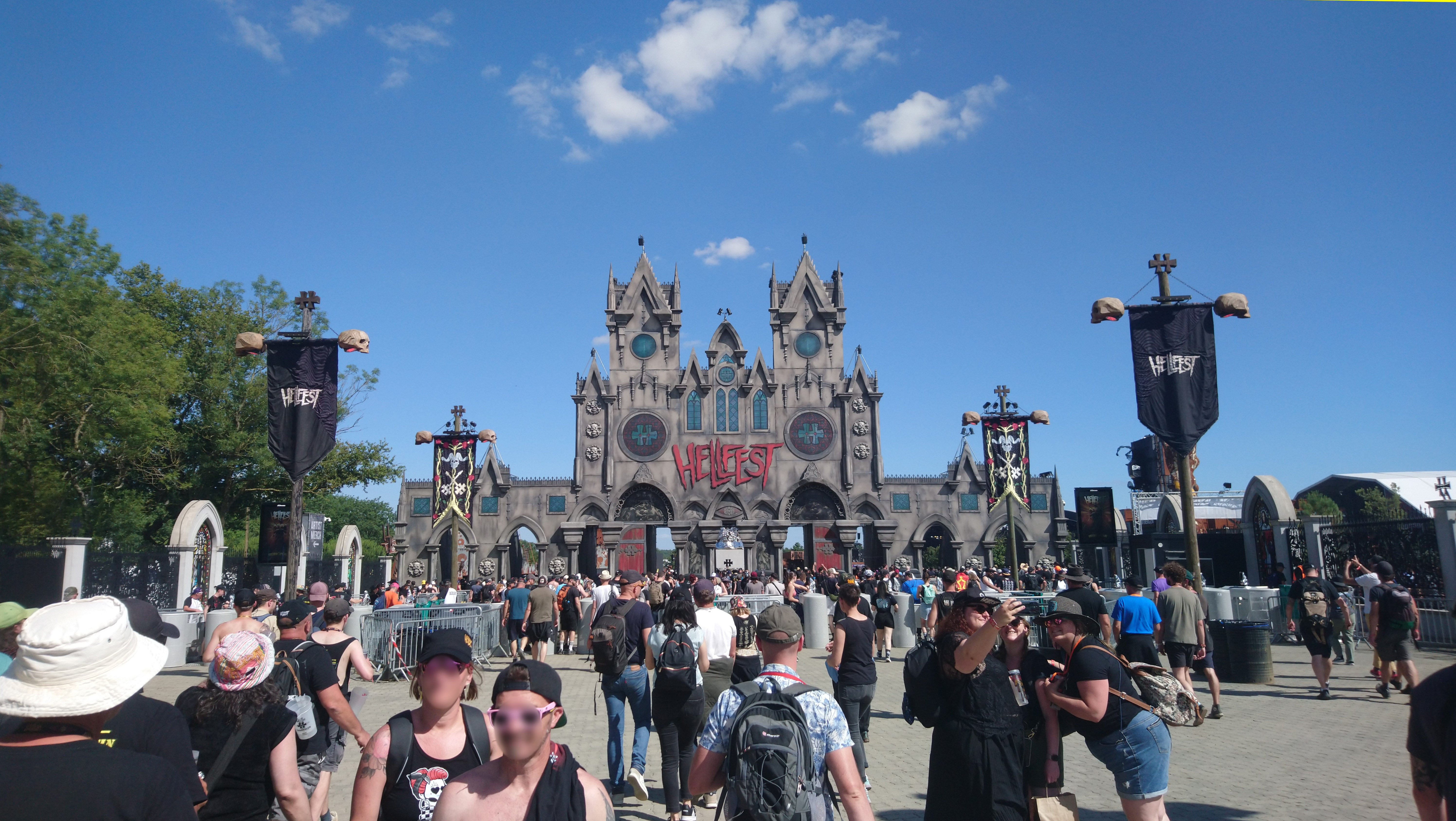
Allée de la cathédrale
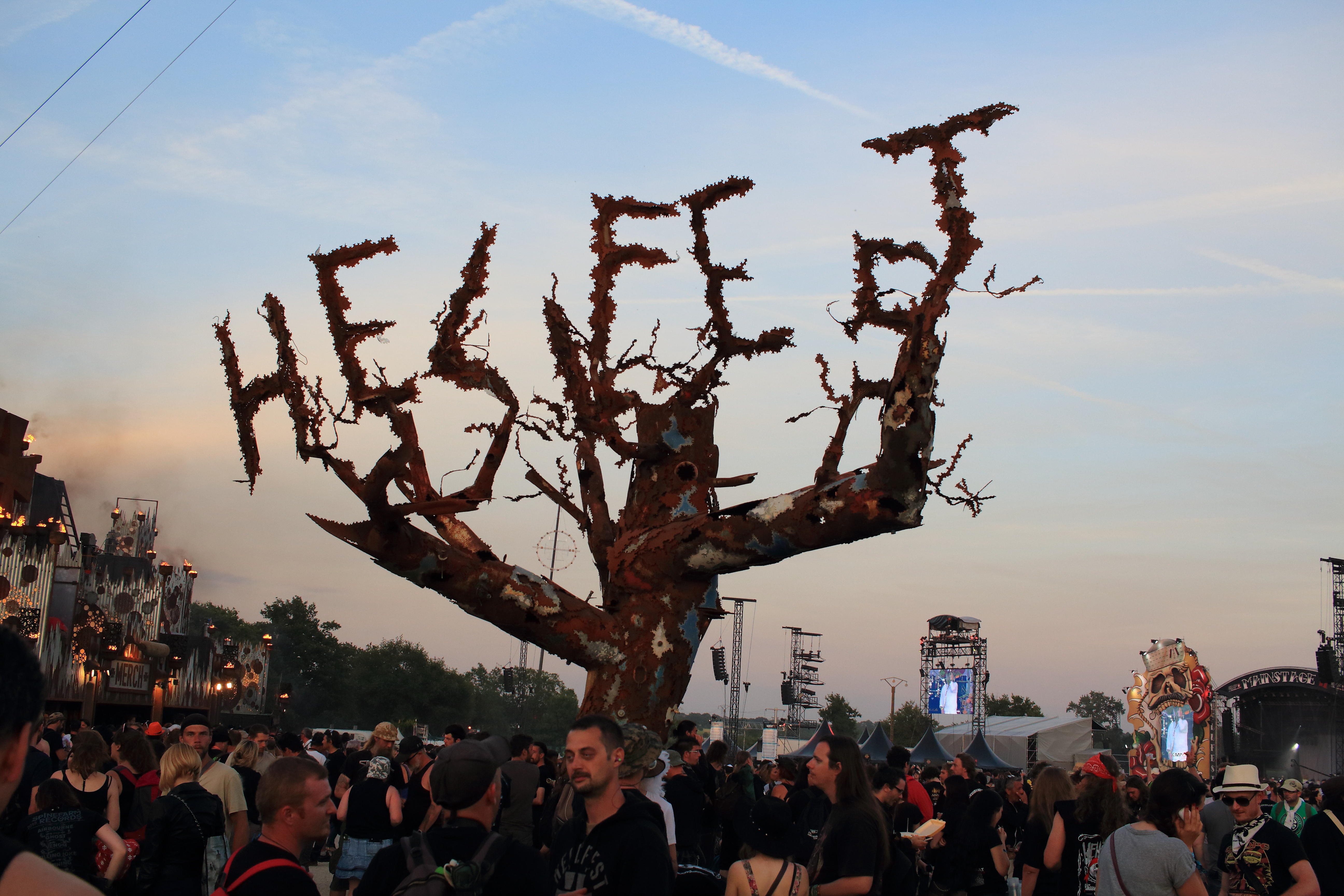
Arbre du Hellfest
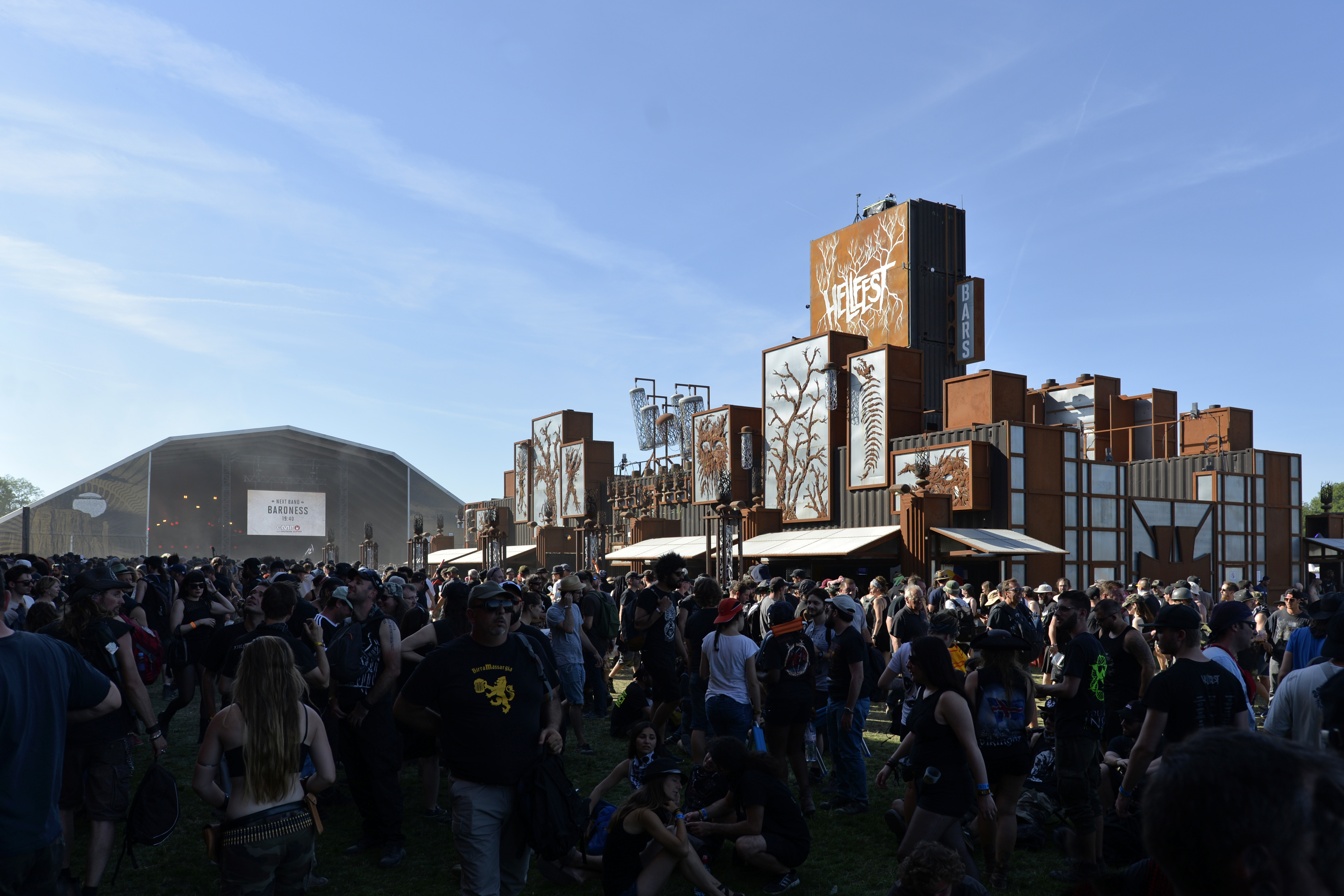
Bars centraux devant le chapiteau Valley.

Pendant le festival, une fois la nuit tombée, des effets pyrotechniques sont présents dans l'espace central

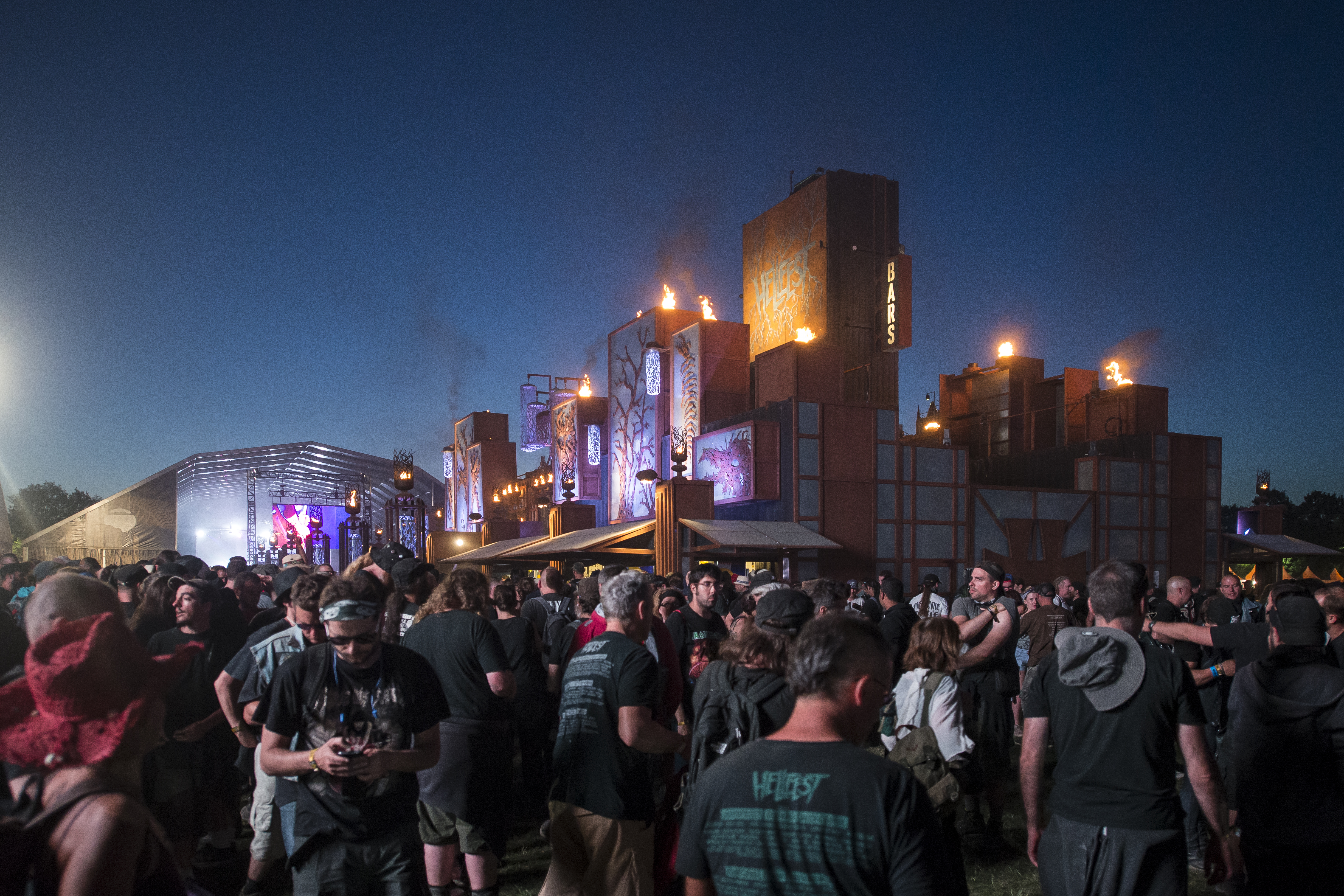
Vue similaire de nuit.
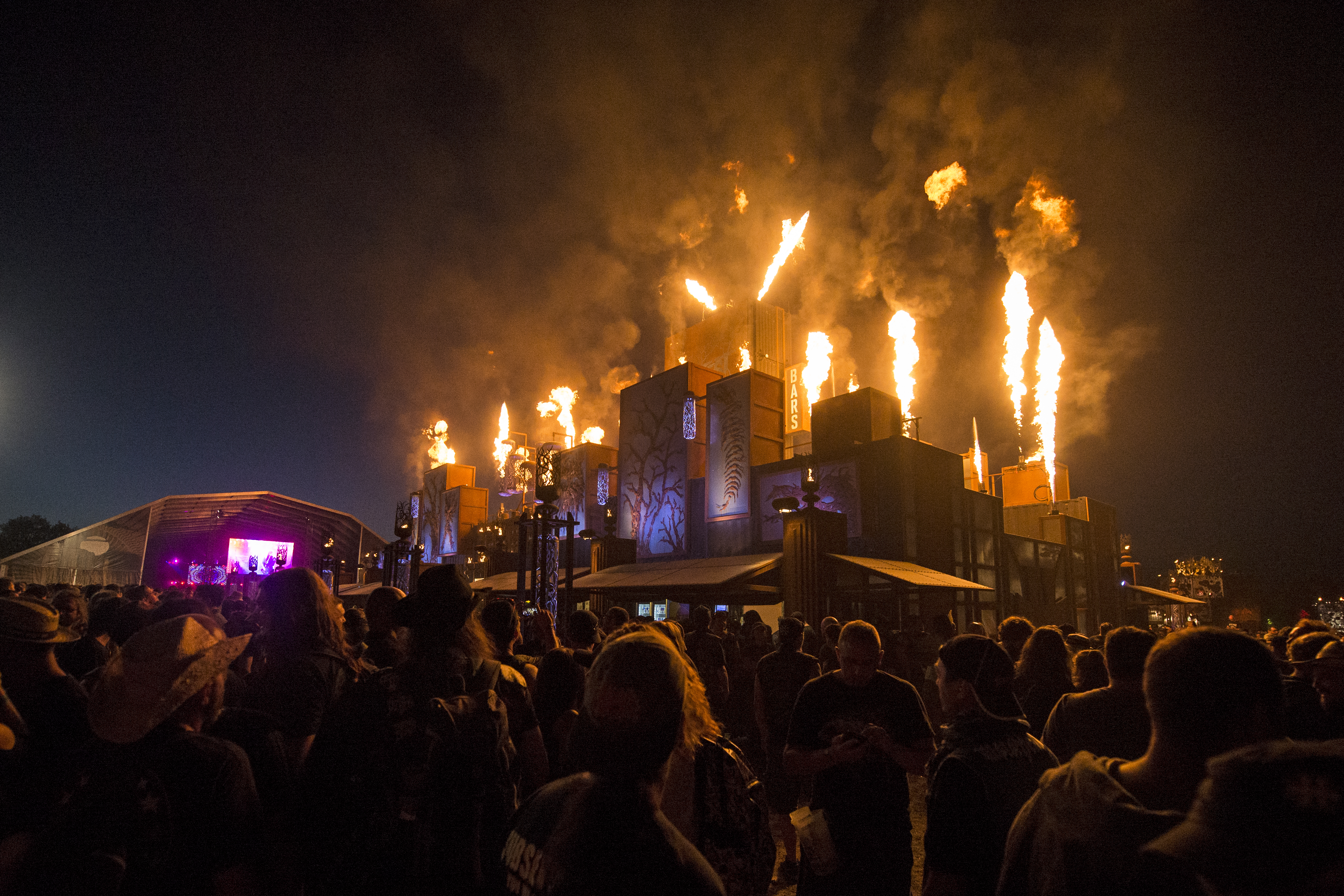
Vue similaire de nuit avec les flammes.
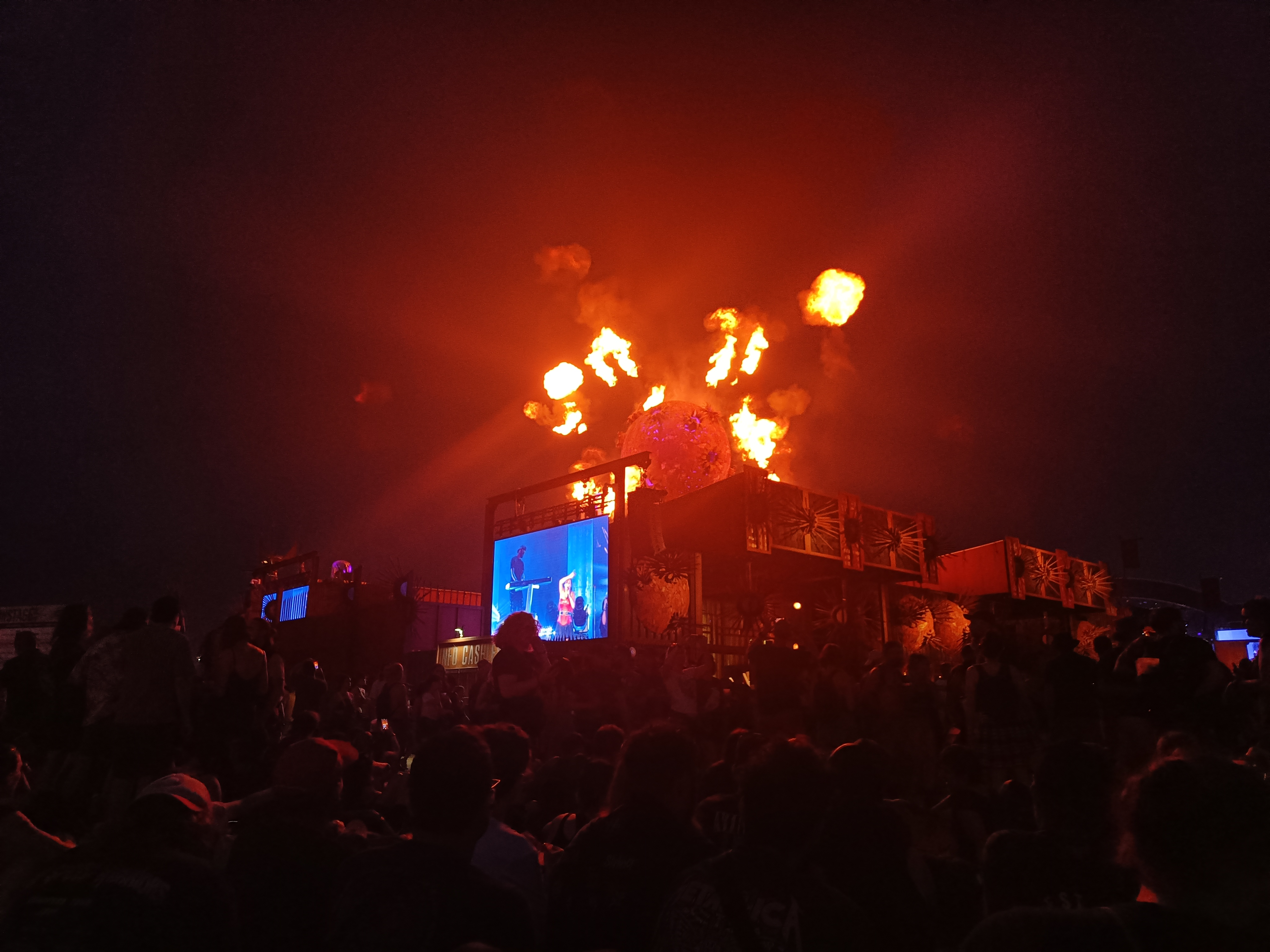
Effet pyrotechnique de la Vulcano Planet
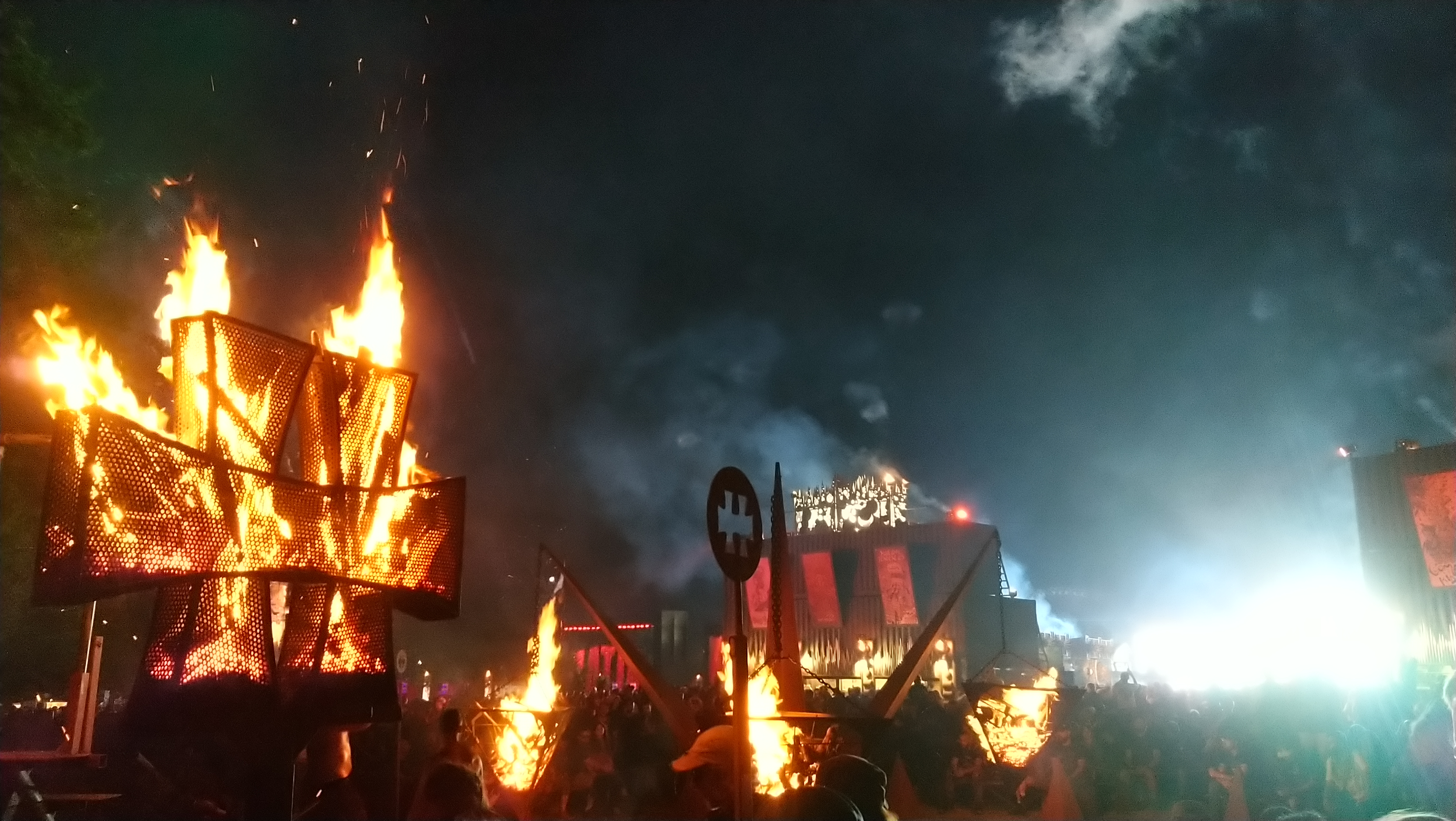
Un brasero sur le site, de nuit

### Camping

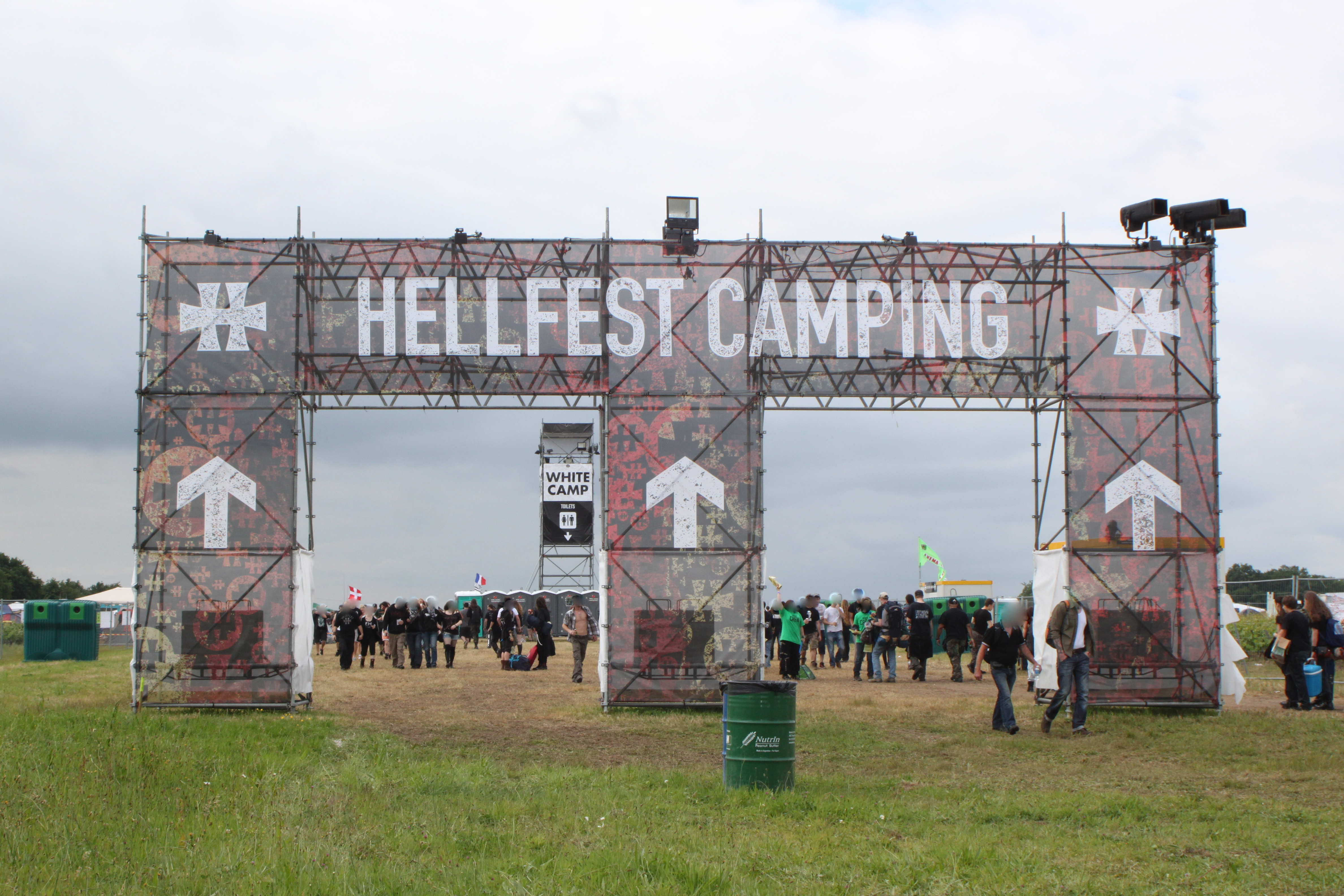
Entrée du camping, en 2013.

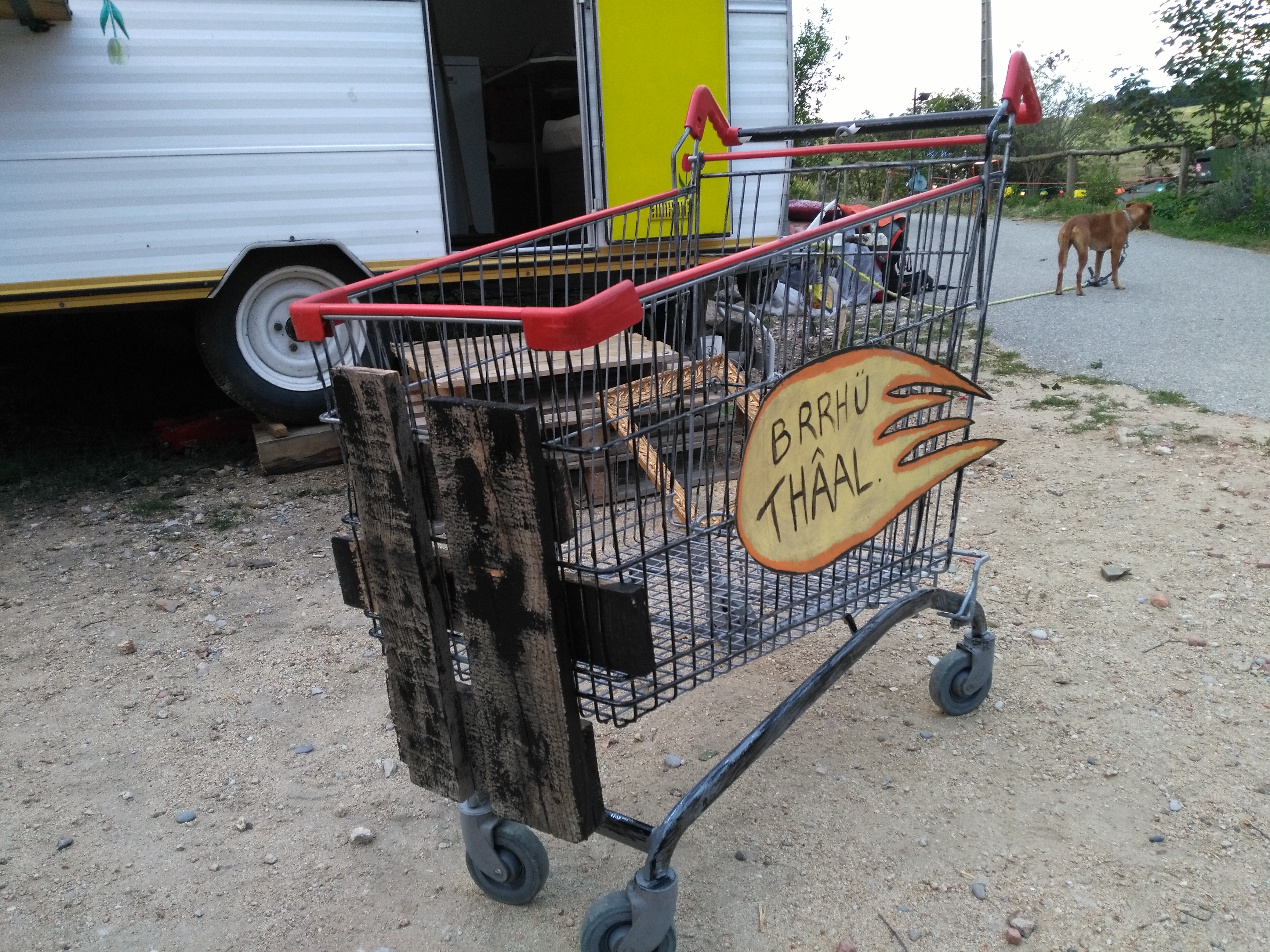
Un caddie renforcé pour du brutal caddie, même si la plupart ne le sont pas pendant le festival.

Pendant toute la durée du festival, un espace de camping est mis à la disposition des festivaliers. Outre les aménagements, diverses activités sont proposées ou pratiquées par les festivaliers, dont le brutal caddie, sport de lutte en chariot de supermarché, dont le but est de renverser l'adversaire, chaque caddie étant poussé par un participant,,.

## Portée

### Implantation et milieu
La ville de Clisson accueille, en 2014, sur l'ensemble des trois jours, environ 150 000 festivaliers, avec un maximum de 45 000 par jour, soit plus de dix fois sa population. Le site du festival occupe environ 14 hectares, cinq étant destinés à l'accueil du public. Par ailleurs 21 hectares sont réservés au camping et 22 aux parkings.
Plusieurs sociétés adaptent leurs activités au festival, comme la SNCF qui augmente le nombre de trains s'arrêtant en gare de Clisson, de 35 à 42 sur les quatre jours. De plus, 400 personnes sont mobilisées par des sociétés de services, et une centaine d'enseignes spécialisées sont présentes dans l'espace de l'« Extreme Market », sur le site du festival.
Selon une enquête de 2009, l'impact économique du festival à l'échelon local se porte à 3,6 millions d'euros environ, pour une dépense d'environ 60 € par festivalier. Dans le pays du Vignoble nantais, la capacité hôtelière de 2 200 lits est remplie pendant la durée du festival, à l'exception des plus lointains, et les répercussions économiques se font sentir dans un rayon de 30 km. Des associations locales proposent aux festivaliers des solutions d’hébergement en créant des campings éphémères dans un rayon de 5 km où sont proposées des navettes vers le festival. En 2018, l'Angel Camp faisait ainsi son apparition à Saint-Lumine-de-Clisson et en 2020, le Dev'hil camp, à Saint-Hilaire-de-Clisson. Des produits comme la bière (140 000 litres en 2013, 500 000 litres en 2023) et le muscadet (10 000 litres en 2013) connaissent une consommation plus intensive.

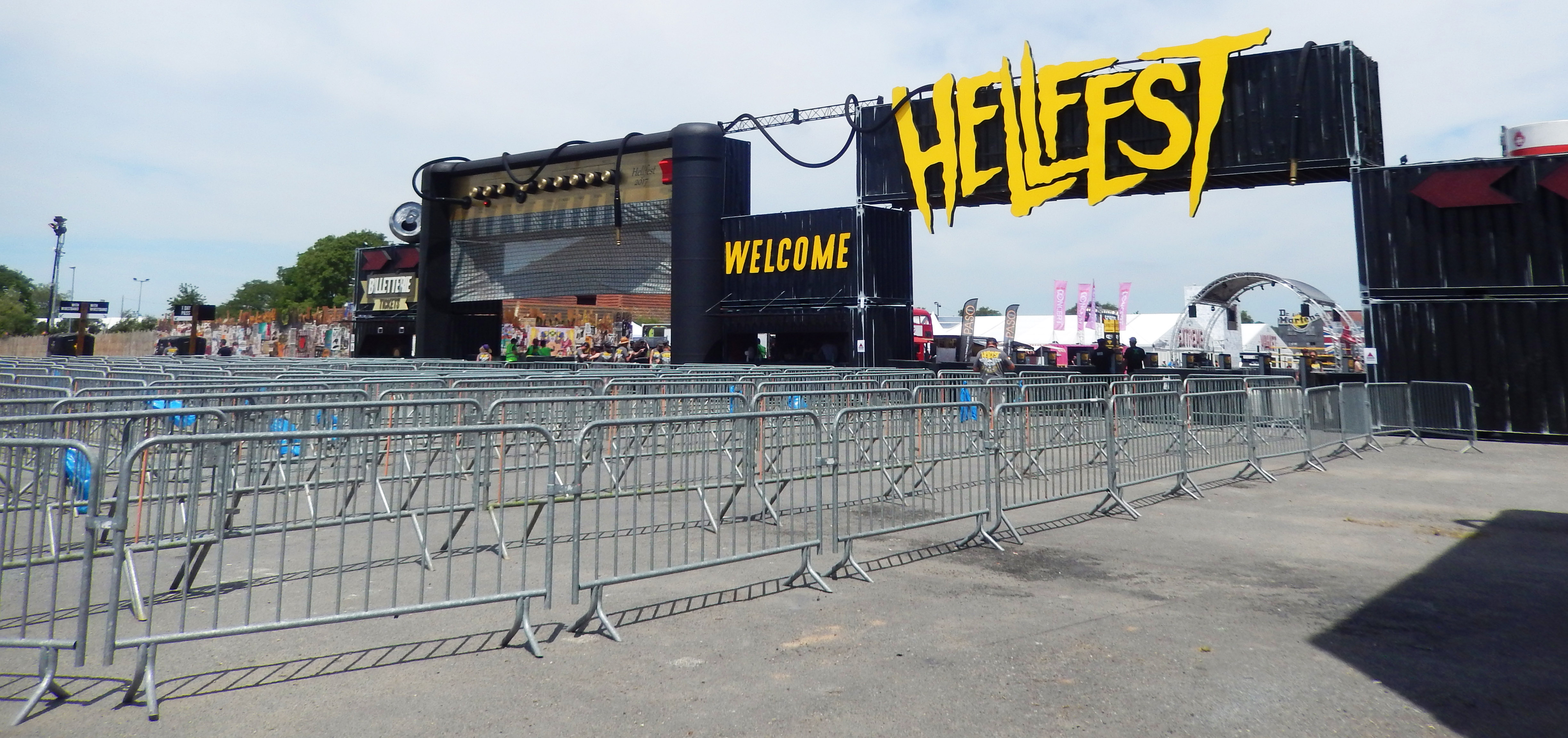
Entrée du festival en 2017
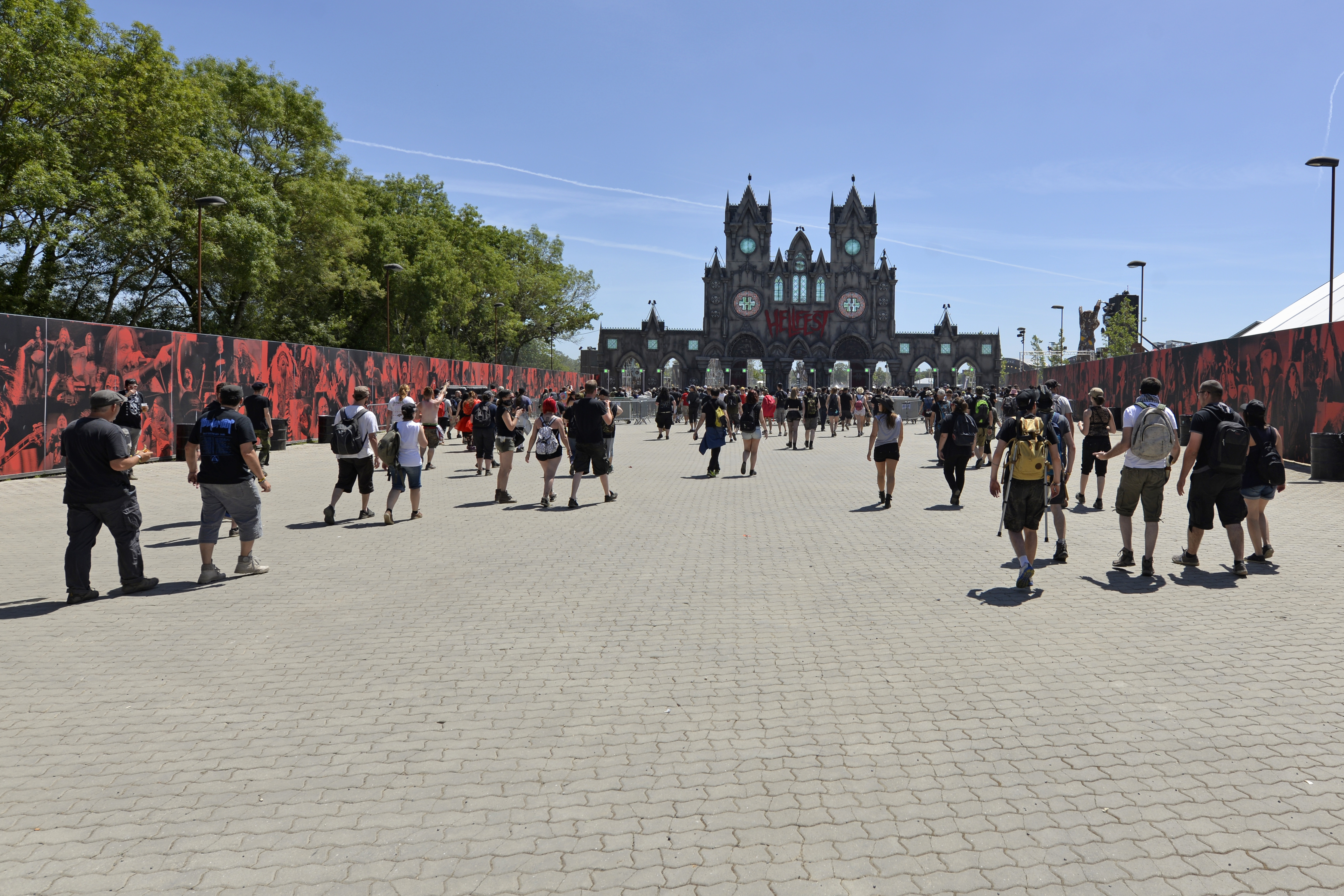
Entrée de l'espace des scènes
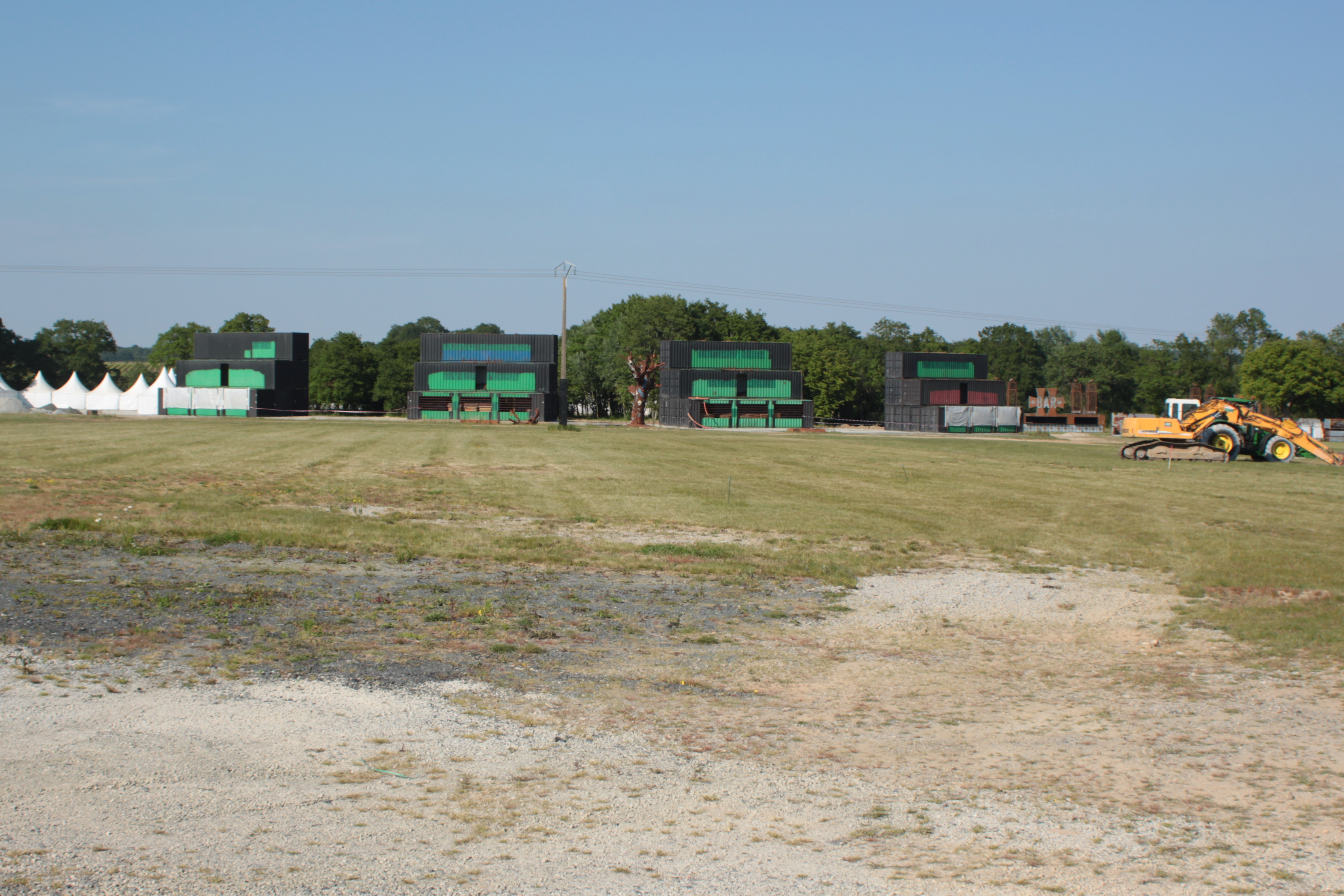
Le site en cours de préparation pour l'édition 2014.
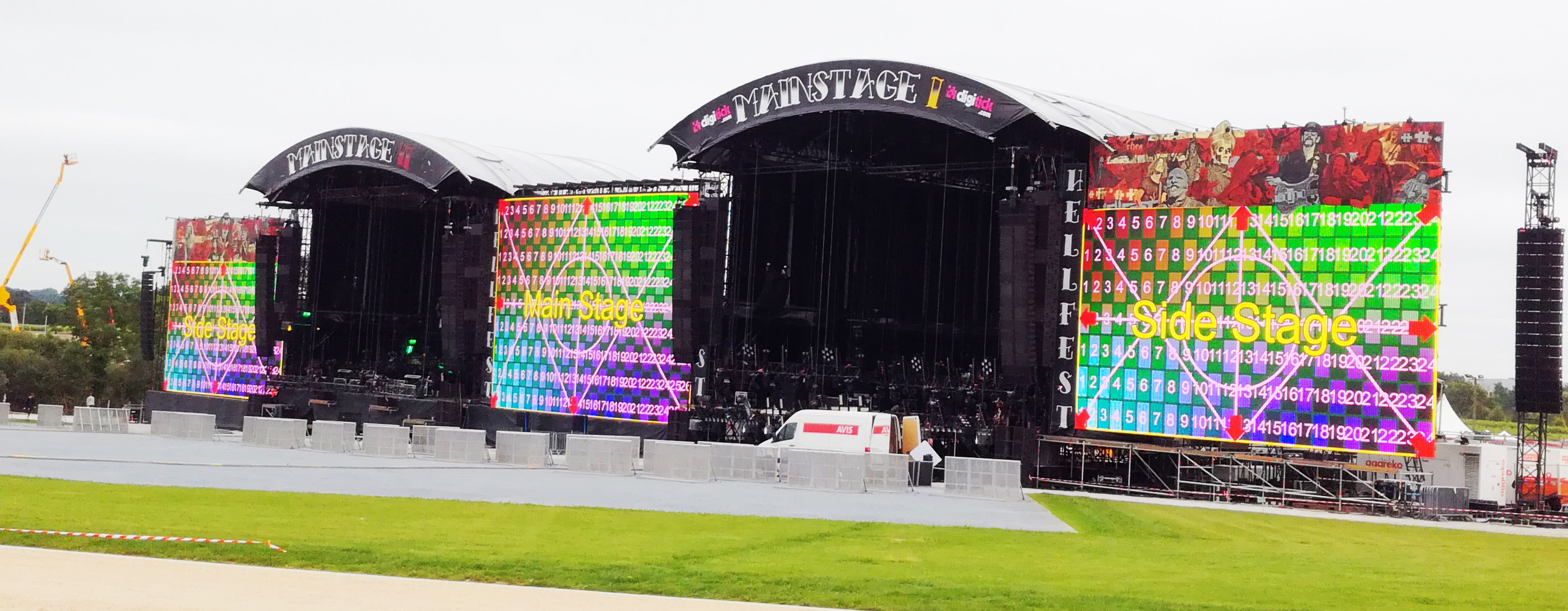
Les Mainstages en 2018
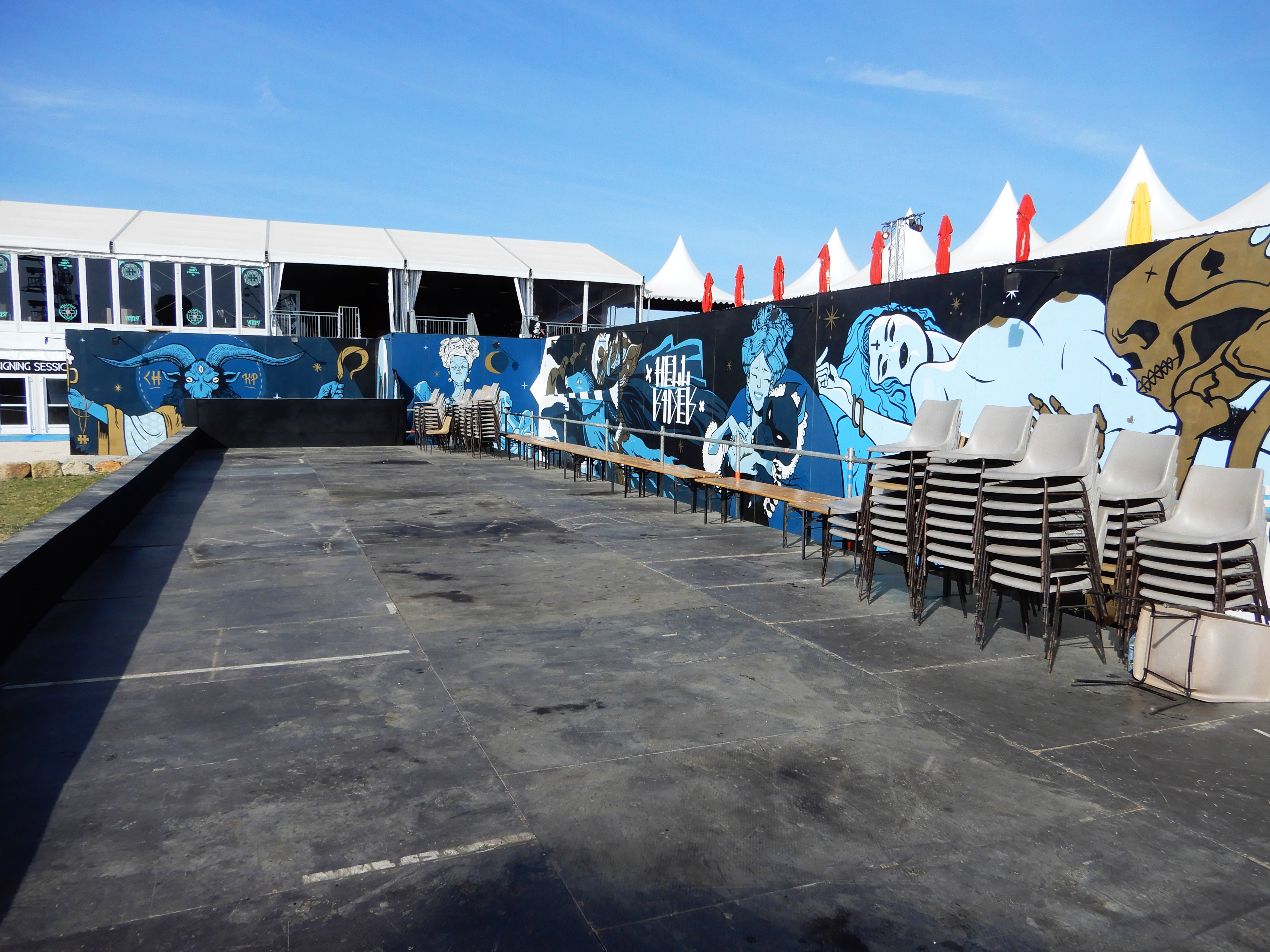
La plateforme PMR des Mainstages en 2018

### Sociologie des festivaliers

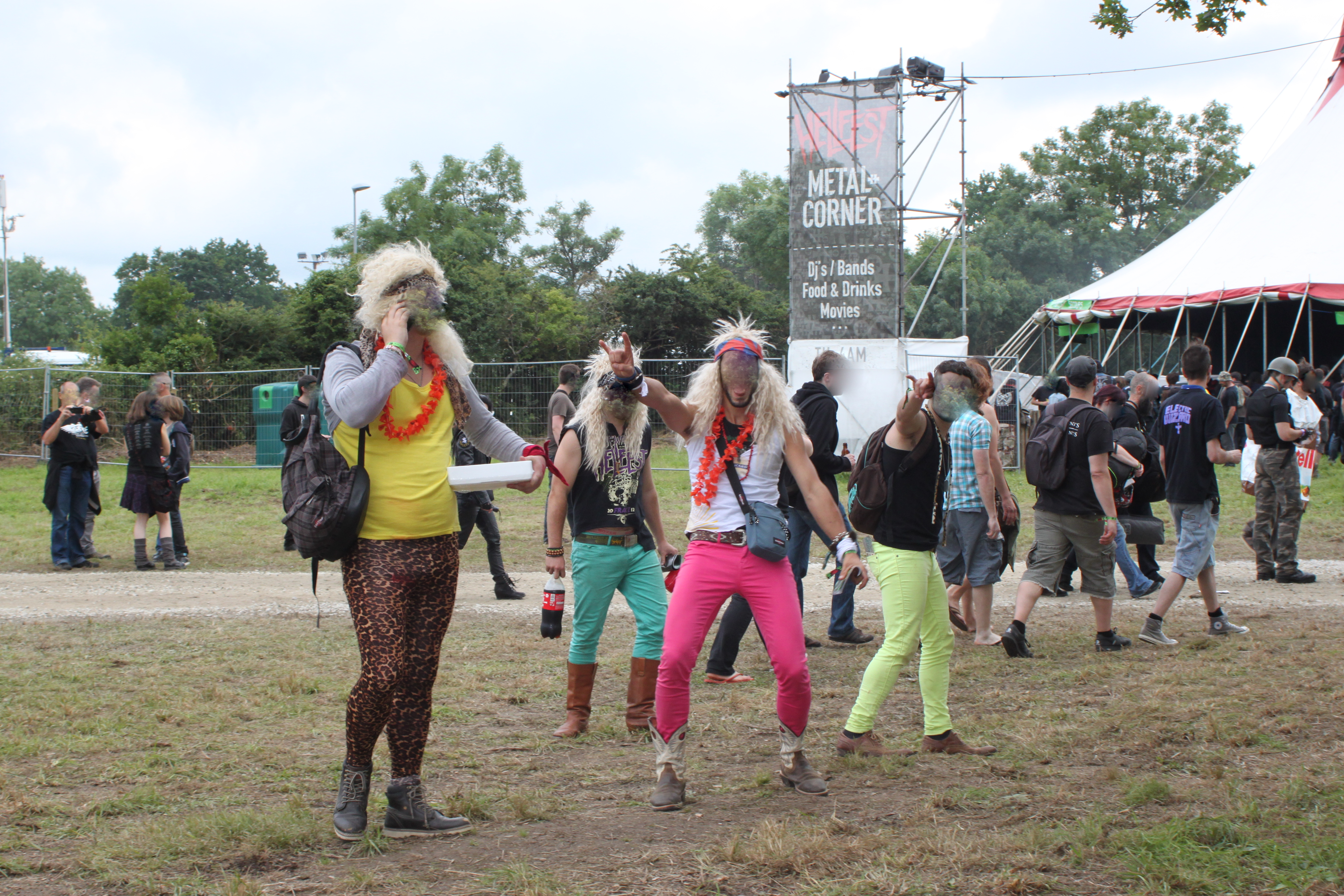
Des festivaliers en 2013.

Le profil des festivaliers a donné lieu à une étude de Christophe Guibert de l'université d'Angers en 2011. Le public est constitué à 81 % d'hommes ; avec une moyenne d'âge de 26 ans, un festivalier sur trois a plus de 30 ans et 7 % plus de 41 ans.

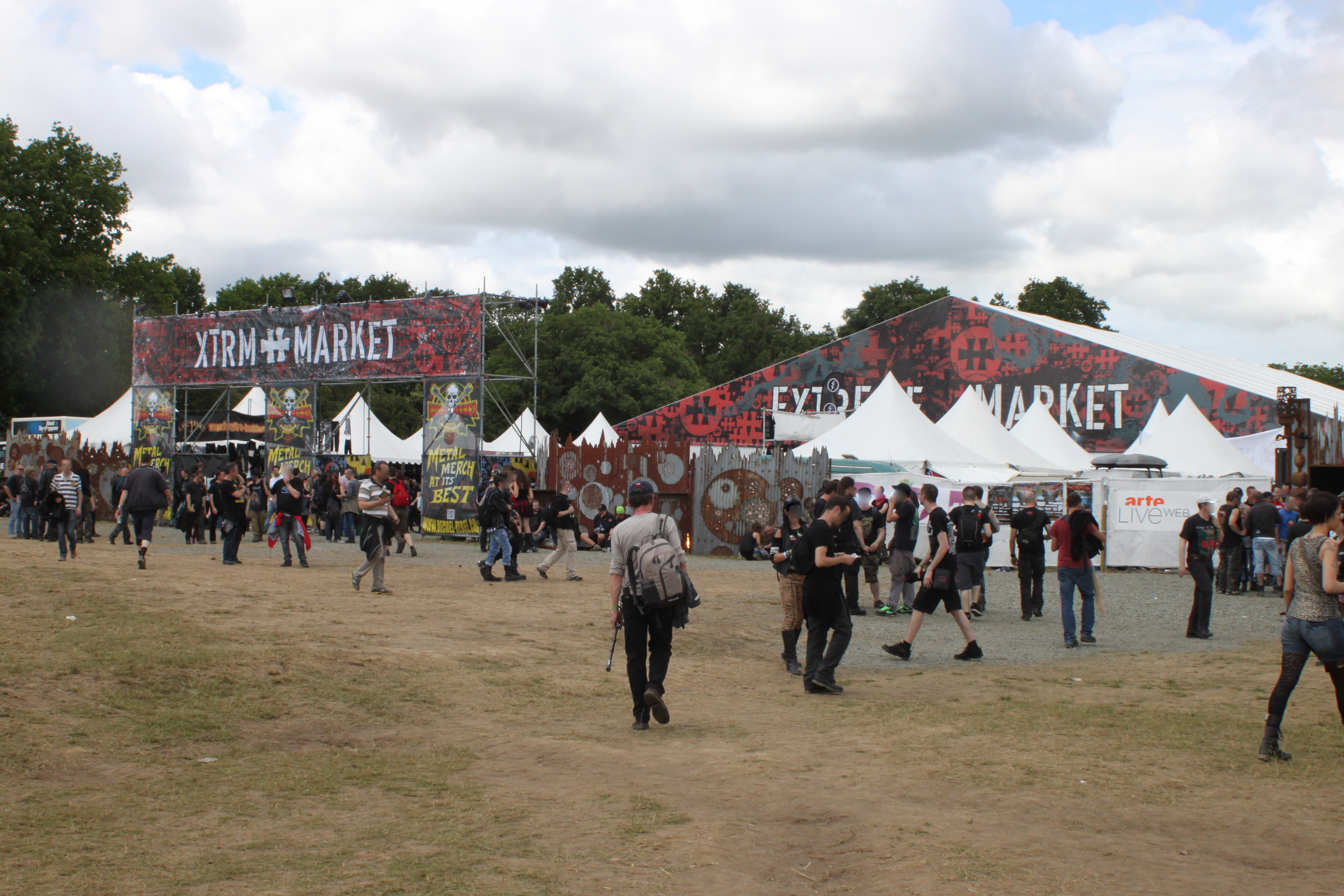
LExtreme Market en 2013.

Plusieurs catégories socioprofessionnelles sont, rapportées à la moyenne française, sur-représentées au festival, comme les cadres et professions libérales (25 % des festivaliers), ou les titulaires d'un baccalauréat ou d'un diplôme du supérieur. A contrario, les chômeurs ne représentent que 6 % des festivaliers. Enfin, les festivaliers français viennent pour 50 % du Grand Ouest, à 20 % de région parisienne, et à 30 % du reste de la France.
Par ailleurs, environ 30 % des festivaliers viennent d'un pays autre que la France, principalement du Royaume-Uni et de la péninsule Ibérique.

### Fréquentation
Avec 102 000 entrées, l'édition 2013 hisse le Hellfest au second rang des festivals de metal d'Europe, et au troisième rang des festivals de musique français, après le festival des Vieilles Charrues et Solidays.
Depuis son treizième anniversaire (2014), le festival Hellfest est complet avec 150 000 visiteurs répartis sur 3 jours (50 000 par jour). À titre de comparaison, depuis son dixième anniversaire (2015), le festival canadien Rockfest est complet avec 200 000 visiteurs répartis sur 4 jours (50 000 par jour). En 2019, lors de l'ouverture de sa billetterie, le festival est victime d’un piratage bloquant l'achat de billets pour de nombreux festivaliers.
L'édition 2022, également connue sous le nom d'« édition du siècle », fut une édition exceptionnelle du festival, s'étendant sur deux weekends et rassemblant pas moins de 420 000 personnes sur une période de 7 jours. Cela représente une moyenne de 60 000 festivaliers par jour. Un nombre remarquable de 35 000 personnes ont été présentes durant la totalité du festival, témoignant de l'engouement et de l'attachement des festivaliers à cet événement.
| 2002         | 2003           | 2004            | 2005            | 2006   | 2007   | 2008   | 2009   | 2010   | 2011   |
| ------------ | -------------- | --------------- | --------------- | ------ | ------ | ------ | ------ | ------ | ------ |
| Furyfest 400 | Furyfest 7 000 | Furyfest 21 000 | Furyfest 30 000 | 22 000 | 40 000 | 45 000 | 60 000 | 70 000 | 75 000 |

| 2012    | 2013            | 2014                   | 2015                  | 2016                | 2017                 | 2018                             | 2019                                | 2020            | 2021            |
| ------- | --------------- | ---------------------- | --------------------- | ------------------- | -------------------- | -------------------------------- | ----------------------------------- | --------------- | --------------- |
| 115 000 | 102 000 3 jours | 152 000 en trois mois, | 140 000 en deux mois, | 159 000 en un mois, | 152 000 en dix jours | 55 000 pass-3-jours en 36 heures | 55 000 pass-3-jours en une heure 30 | Edition annulée | Edition annulée |

| 2022                             | 2023            | 2024            | 2025    | - | - | - | - | - | - |
| -------------------------------- | --------------- | --------------- | ------- | - | - | - | - | - | - |
| 2 weekends, 3 + 4 jours 420 000, | 4 jours 240 000 | 4 jours 240 000 | 4 jours | - | - | - | - | - | - |

### Impact culturel et médiatique

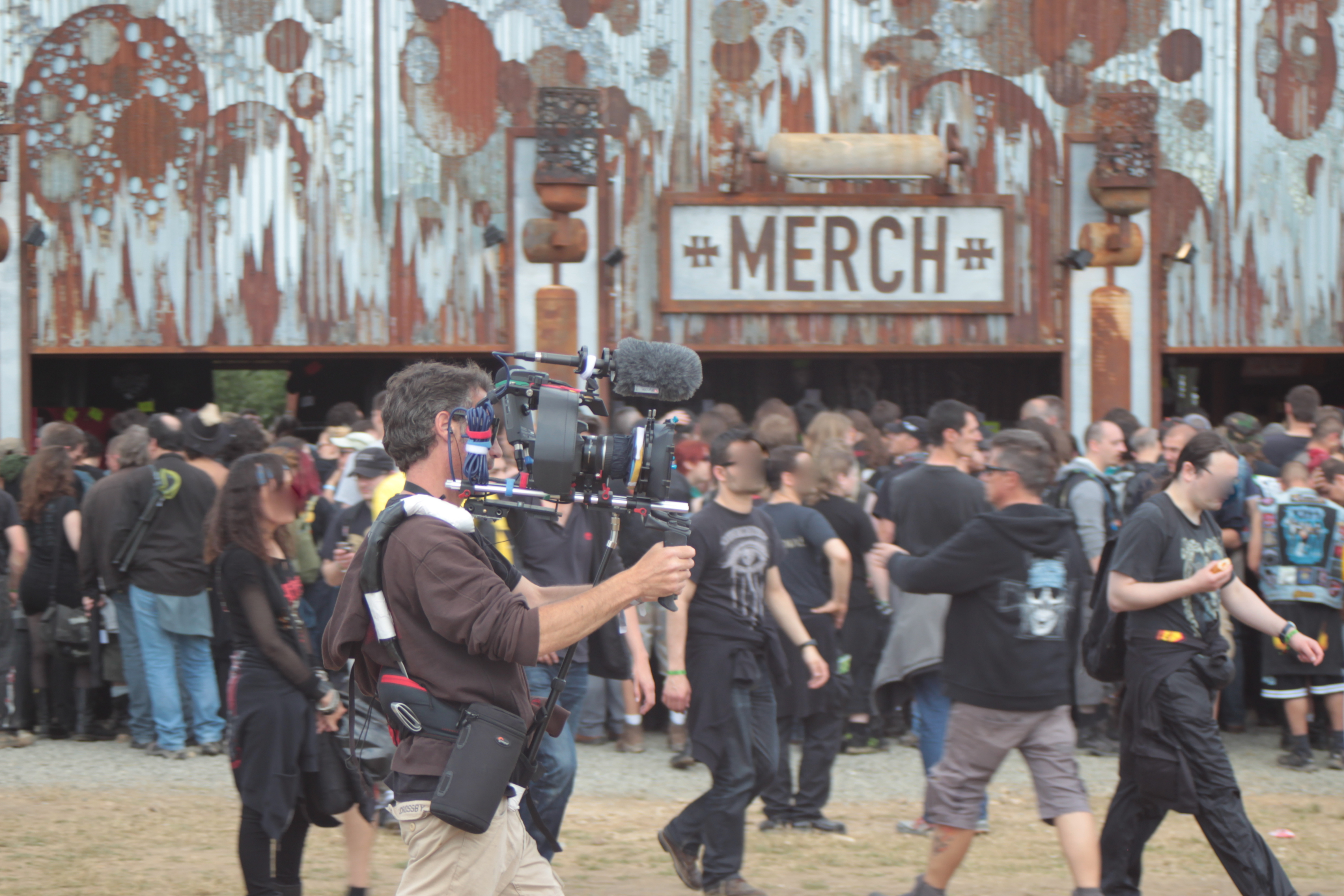
Cameraman en reportage, devant une des boutiques du Merch.

Concernant la couverture médiatique du festival, celle-ci est assurée en 2013 par un total de 650 journalistes, représentant 360 médias.
Le festival est le lieu de tournage de plusieurs films et documentaires. L'édition 2011 donne lieu à un reportage intitulé Le metal expliqué à ma mère, animé par Thomas VDB et diffusé par France 4 ; l'édition 2012 est le sujet d'un reportage de la chaîne de télévision Arte ainsi que le lieu de tournage d'une scène du film Pop Redemption, coscénarisé par Alexandre Astier, où les Dead MaKabés (Julien Doré, Jonathan Cohen, Grégory Gadebois et Yacine Belhousse) jouent le titre du film, en fin de journée, après Guns N' Roses, devant environ 2 000 personnes,.
Le public du festival fait l'objet d'une thèse de Corentin Charbonnier « La communauté metal : le Hellfest comme lieu de pèlerinage » où il identifie une passion comparable à une ferveur religieuse chez les fans. Selon lui, le Hellfest est « un moment de réaffirmation de l’identité des métalleux, de dévotion envers les artistes. C’est clairement un rite de passage pour tout métalleux qui se respecte ».

### Partenariats

#### Littérature
Prix Hellfest Inferno
Du 6 janvier au 6 mars 2017, les éditions Bragelonne s'associent au Hellfest pour organiser un prix littéraire appelé « le Prix Hellfest Inferno » ; parmi une sélection de six ouvrages, les metalleux élisent le livre qui correspond le plus à la philosophie metal. Le livre élu sera (ré)édité en format poche. Les dates et le nombre, « 6 ouvrages, 6 janvier, 6 mars, soit 666 un chiffre clé pas choisi pas hasard ! ». Les ouvrages sélectionnés sont Les Douze Rois de Sharakhaï (Bradley P. Beaulieu), Les Évangiles écarlates (Clive Barker), Les Filles de l'orage (Kim Wilkins), Haut-Royaume - Les Sept Cités (Pierre Pevel), Les Héros (Joe Abercrombie) et Mage de guerre (Stephen Aryan).

#### Musique

##### TremplinThe Voice of Hell
En 2016 et 2017, l'association Hellfest Production s'associe à The Bloody Rock Shop, La Boite à Flyers, Metallian, Vamacara Studio et Wiseband pour organiser un tremplin afin de « promouvoir de nouveaux talents musicaux », The Voice of Hell.

##### ConcoursMetallian Hellfest
En, 2017, le magazine Metallian lance le « Concours Metallian Hellfest » pour remplacer, sur la Mainstage02, le chanteur Joakim Brodén durant le titre Swedish Pagans du groupe Sabaton, le vendredi 16 ; chaque participant doit enregistrer sa prestation sur YouTube et le gagnant sera désigné par les membres du groupe.

##### Mini-festivalHellfest Kids
Le 26 juin 2024, la veille de la 17 ème édition, Hellfest Productions lance, à Gétigné, le premier festival métal à destination des jeunes scolaires, le « Hellfest Kids ». Ce mini-festival métal réuni des centaines d'enfants et leurs parents,. Le chanteur Aldebert joue, en tête d'affiche des morceaux de son dernier album intitulé « Helldebert – Enfantillages 666 ».

#### Sports

##### Basket-ball
En 2017, un partenariat est établi avec l'équipe de basket B féminine seniors de Clisson sous forme de nouveaux maillots qui portent le logo du festival.

##### Course à pied
En septembre 2023 , les courses des 5 épreuves du 12e Trail des 3 Provinces, organisé par le RCN et l'Étoile de Clisson, débutent et finissent sur le site du Hellfest,.

##### Football
En 2016, le Hellfest est sponsor de l'Étoile de Clisson (club de football amateur de Promotion d'honneur, 8e division) pour les trois années à venir, les joueurs portant le logo Hellfest sur leurs maillots,.
En 2019, le Hellfest devient également sponsor du FC Nantes dans le cadre de la dernière Coupe de la Ligue. Pour l'occasion, les joueurs arborent un maillot spécial à l'effigie du festival lors des rencontres. Ce partenariat lancé en grande pompe par une vidéo regroupant le groupe de metal parodique Ultra Vomit et des joueurs du FC Nantes introduit une nouvelle gamme de vêtements croisant les deux univers.
En 2024 le Hellfest signe un partenariat de 5 ans avec le FC Nantes. Le festival devient partenaire "Training" sur les tenues des joueurs. Un salon hospitalité aux couleurs du festival voit le jour début janvier 2025 offrant une expérience inédite au stade de la Beaujoire 

##### Hockey sur glace
En 2016, le Hellfest est le partenaire d'un match de Division 1 de hockey sur glace, entre les Corsaires de Nantes et les Bisons de Neuilly-sur-Marne : « Hellfest est heureux de vous annoncer qu’il sponsorisera la rencontre du samedi 13 février à la patinoire du Petit-Port, qui opposera les Corsaires de Nantes aux Bisons de Neuilly-sur-Marne. À l’occasion, les Corsaires seront relookés et arboreront fièrement les couleurs et les maillots « brandés » des joueurs seront revendu aux enchères pour l’association caritative[source insuffisante] « 1 maillot – 1 vie ». La patinoire baignera dans une ambiance des plus rock puisque la bande son sera, comme il se doit, 100 % Métal, ! ».
En 2017, le partenariat avec les Corsaires de Nantes est renouvelé[source insuffisante] durant le match les opposant aux Sangliers Arvernes de Clermont-Ferrand, le 18 février 2017.

##### Skateboard

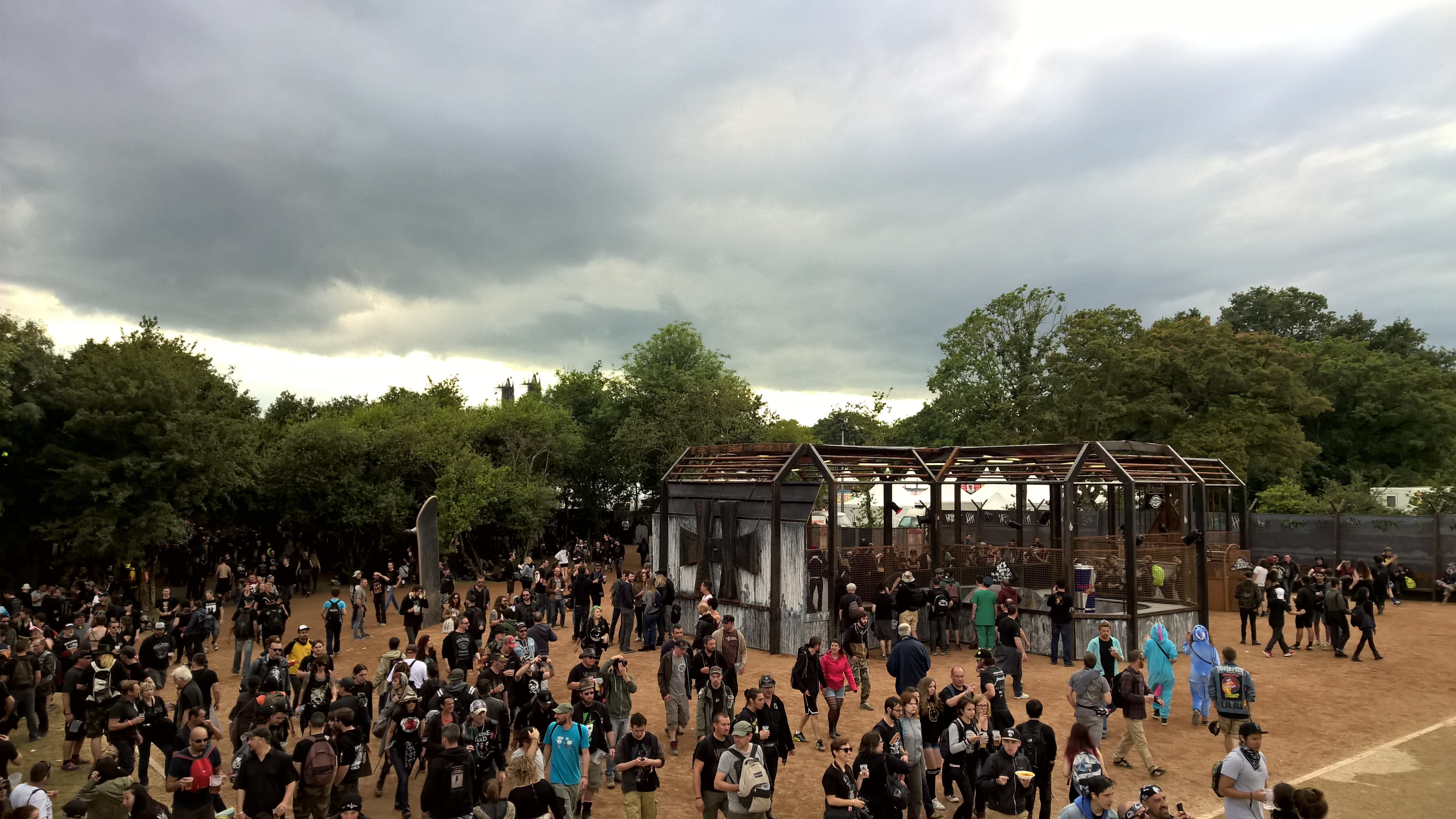
Le skatepark « Cross da Cruzz » (emplacement 2016).

Lors des éditions 2015 et 2016, un partenariat avec le milieu du skateboard, le concept « Cross da Cruzz », fait naître un skatepark sur le site du festival, offrant des démonstrations au public[source secondaire souhaitée].

#### Tourisme
Le site du Hellfest, le Champ-Louet, visitable toute l'année (hors période montage/festival/démontage), devrait accueillir le projet la Gardienne des Ténèbres,, « la nouvelle chimère du Hellfest et de la compagnie La Machine » en 2024, reporté à 2025. Ce projet (12 500 000 €) devait être co-financé par le Département (3 000 000 €) et la ville de Clisson (500 000 €) pour l'emplacement et Hellfest Production  pour la réalisation, mais le Département et la ville font volte-face,,.

## Polémiques

### Violences sexistes et sexuelles
Le festival est régulièrement critiqué pour les violences sexistes et sexuelles qui l'entourent et sa légèreté dans leur traitement. Plusieurs artistes invités sont pointés pour leurs condamnations dans des affaires de violences conjugales et des témoignages de viols ou attouchements sont régulièrement révélés dans la presse après plusieurs éditions,. En réaction, le festival introduit en 2022 l'initiative Hellwatch, des bénévoles qui sillonnent le festival pour faire de la prévention contre les agressions sur le festival. Cette initiative étant interprétée comme une opération de communication et de « Féminisme-washing »,.
En mars 2023, le festival est poursuivi aux prud'hommes par une ancienne stagiaire pour harcèlement moral et sexuel, il est condamné pour harcèlement moral en mai 2023. En 2024,  un nouveau dispositif de prévention est mis en place, mais plusieurs femmes du staff évoquent seulement un nouveau « coup de communication ».

#### Homophobie
La venue du groupe norvégien Blood Fire Death, pour l'édition 2025 suscite la polémique : le batteur, Bård Eithun (ex-Emperor), a été condamné en 1994 pour un meurtre homophobe commis en 1992 ainsi que pour des incendies d'églises en compagne de Varg Vikernes; une fois sa peine effectuée, il a repris ses activités musicales, bien qu'il ne semble pas avoir de remords quant à cet acte,. L'association LGBTQI+ Qui nous aime nous suive demande la déprogrammation du groupe. Ben Barbaud déclare, à ce sujet :« Je ne suis pas juge, mais directeur et programmateur de festival .../... J’invite les artistes que les gens ont envie de voir. ».

### Abus de confiance
Le 19 avril 2023, Benjamin Barbaud est condamné, pour abus de confiance, à huit mois de prison avec sursis, 20 000 € d'amende et 5 ans d'interdiction de présidence d'association, par le tribunal de La Roche-sur-Yon. Le cofondateur du Hellfest avait utilisé plus de 300 000 € de l'association Hellfest Productions à des fins personnelles.

### Environnement
L'empreinte écologique du festival est questionnée notamment son bilan carbone, son utilisation d'eau, de fioul (300 000 litres de fioul consommés en 2022 pour alimenter 97 groupes électrogènes) et l'artificialisation des sols,,.

### Mouvances néonazies
La présence au Hellfest de musiciens marqués à l'extrême droite fait l'objet d'interrogations depuis plusieurs années,. Pourtant, l'usage de « signes de ralliement par l’extrême droite et les mouvements néonazis » dans le milieu du métal reste à pondérer selon le sociologue Gérôme Guibert, ne devant pas être pris au premier degré : « Un symbole n’a presque jamais une signification absolue. Il faut tenir compte de sa relativité en fonction du contexte. […] Le Hellfest […] accueille plein de nouveaux spectateurs, des gens qui veulent voir ce que c’est mais qui ne connaissent pas réellement les codes. Ils vont voir ces symboles, vont mal interpréter leur signification et vont trouver ça grave ». De son côté, le docteur en anthropologie Corentin Charbonnier, qui réalise un travail statistique sur ce festival depuis ses débuts, fait remarquer qu'« on a plein de groupes de metal qui affichent des symboles issus des cultures nordiques. Et une partie de ces symboles-là ont, effectivement, été appropriés par l’Allemagne nazie puis par des mouvements fascistes. Porter un symbole de Thor ou d’Odin ne fait pas forcément de la personne qui le porte un néonazi » et ajoute « il n’y a pas cette culture d’apologie du IIIe Reich. On n’est pas à l’abri d’avoir quelques personnes […] mais ce serait ultra-minoritaire. […] Si on en parle beaucoup c’est aussi parce qu’on a une cristallisation de la société avec un phénomène de dénonciation via les réseaux sociaux ». Effectivement, comme le souligne Libération, une polémique antisémite apparait en 2022 avec un bénévole de l'organisation, relayée par Twitter, durant un concert des Washington Dead Cats, groupe pourtant clairement antifasciste. 
« À rebours de certaines idées reçues » tel que l'écrit Le Figaro et selon Corentin Charbonnier, le public du Hellfest semble être majoritairement de gauche,.
Mais la programmation des Polonais Mgła, groupe flirtant ouvertement avec des « idéologies d’extrême droite nationaliste et néofasciste » est reprochée au Hellfest. Il en va de même pour le groupe Slaughter to Prevail, ou bien avant pour Down dont le chanteur est responsable d'un « dérapage raciste », : Ben Barbaud, directeur du Hellfest, affirme que « c'est un personnage sulfureux, qui n'a absolument rien d'un antisémite » et souligne que le festival est « tout le contraire d'un événement qui prône la haine raciale ».